# الثورة التونسية

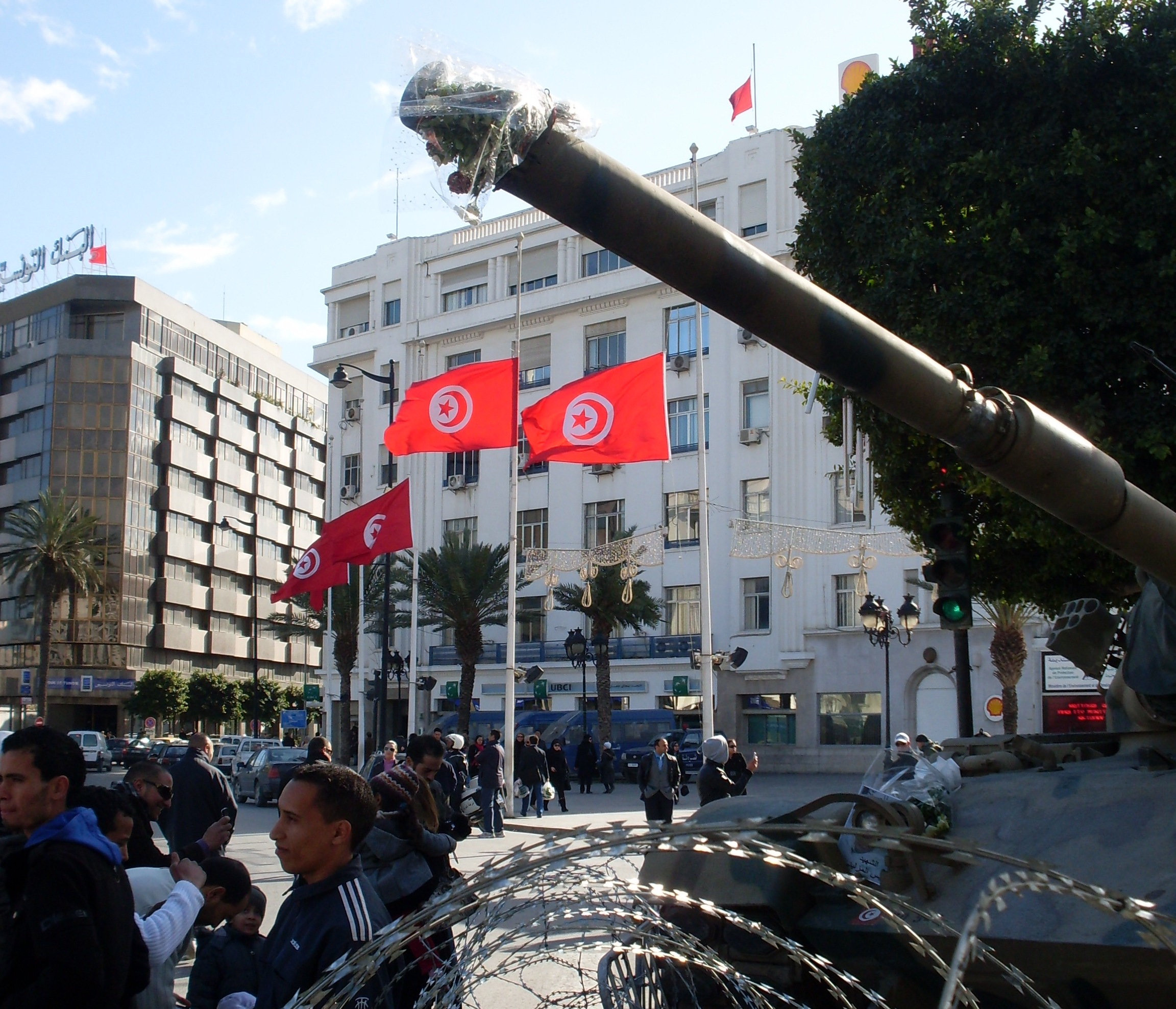
الجيش و قوات الأمن في العاصمة تونس

الثورة التونسية (والتي تعرف أيضًا بثورة الحرية والكرامة أو ثورة 17 ديسمبر أو ثورة 14 جانفي)، هي ثورة شعبية اندلعت أحداثها في ولاية سيدي بوزيد بتاريخ 17 ديسمبر 2010 تضامنًا مع الشاب محمد البوعزيزي الذي أضرم النار في جسده في نفس اليوم تعبيرًا عن غضبه على بطالته ومصادرة العربة التي يقتات منها معيشته (بيع الخضر والغلال) من قبل الشُرطيَّة فادية حمدي (توفي البوعزيزي يوم الثلاثاء الموافق 4 يناير 2011 في مستشفى بن عروس بسبب حروقه البالغة). وقد أدَّى ذلك إلى اندلاع شرارة المظاهرات في 18 ديسمبر 2010 وخرج آلاف التونسيين الرافضين لما اعتبروه مس من الكرامة والحرية إضافة إلى عدم وجود العدالة الاجتماعية وتفاقم الفساد داخل النظام الحاكم. كما أدَّى ذلك إلى اندلاع مواجهات بين مئات من الشبان في منطقة سيدي بوزيد وولاية القصرين مع قوات الأمن لتنتقل الحركة الاحتجاجية من مركز الولاية إلى البلدات والمدن المجاورة كالمكناسي والرقاب وسيدي علي بن عون ومنزل بوزيان و القصرين وفريانة.

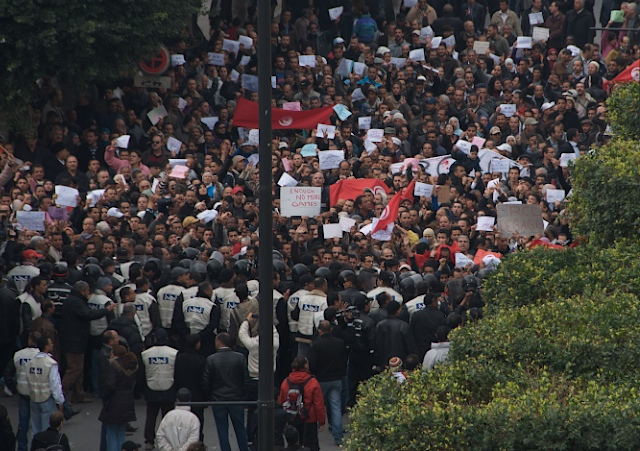
متظاهرين في شارع الحبيب بورقيبة.

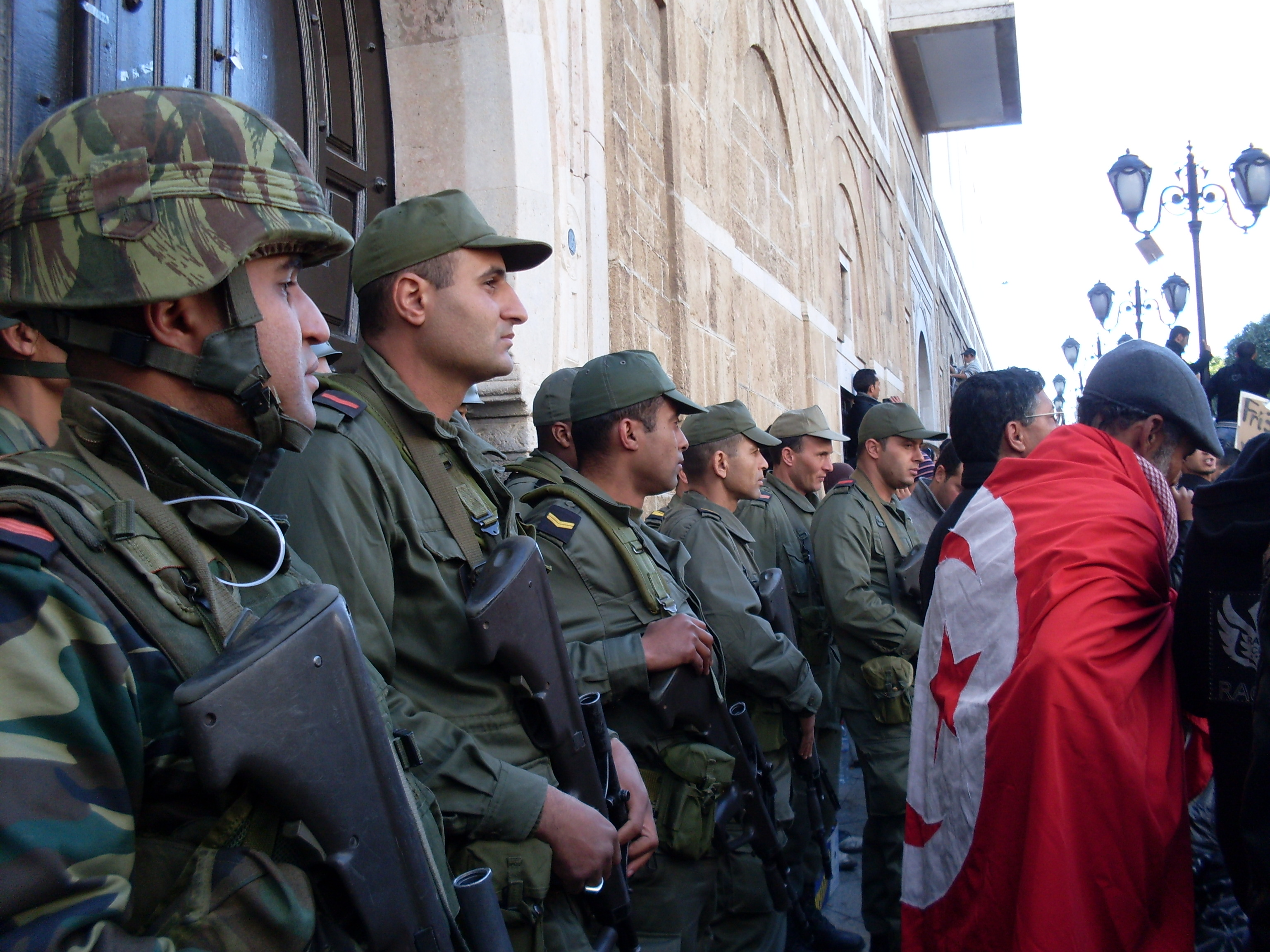
قوات من الجيش تحمي مبنى قصر الحكومة في ساحة القصبة.

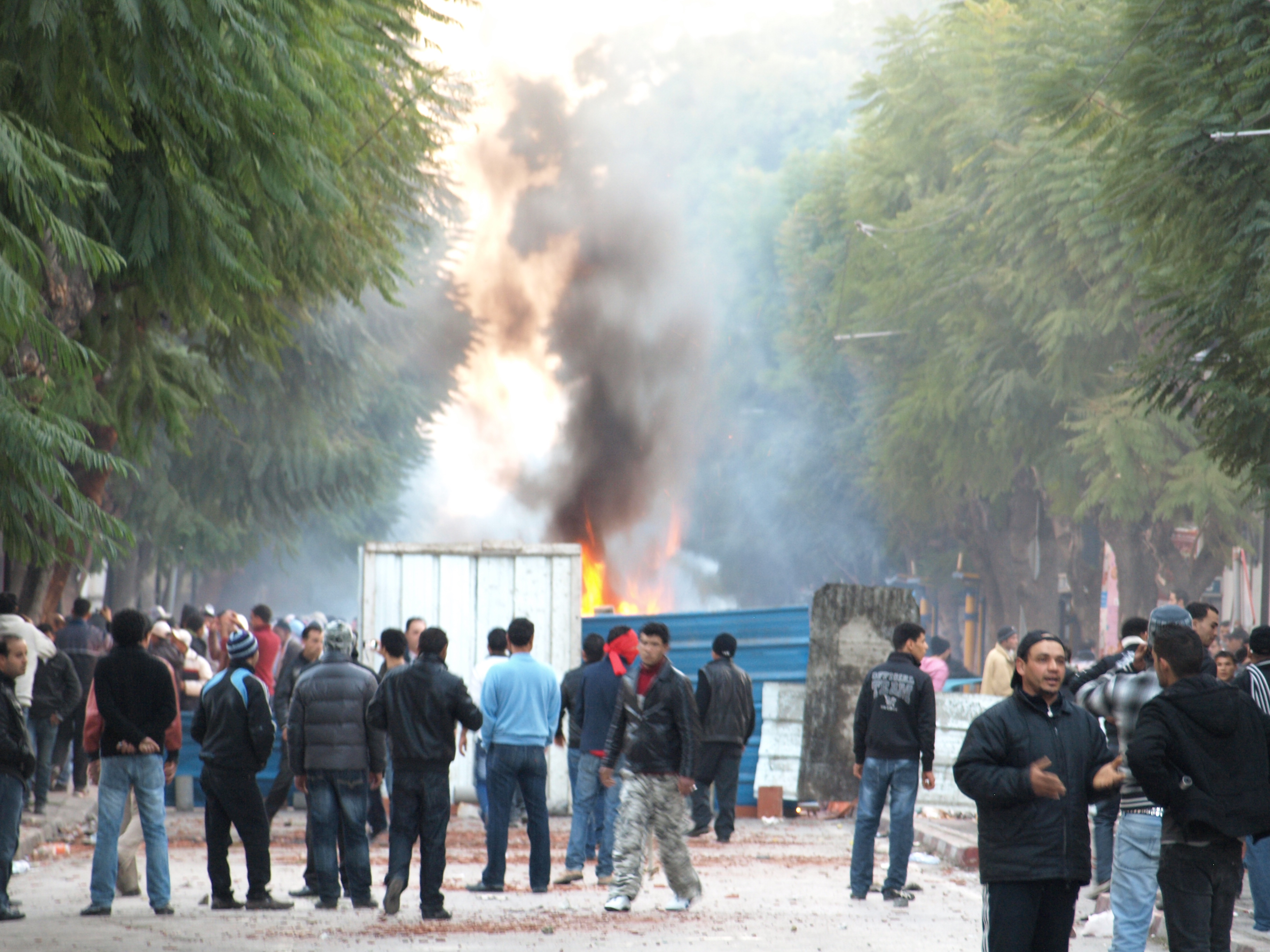
مواجهات بين الأمن و المتظاهرين

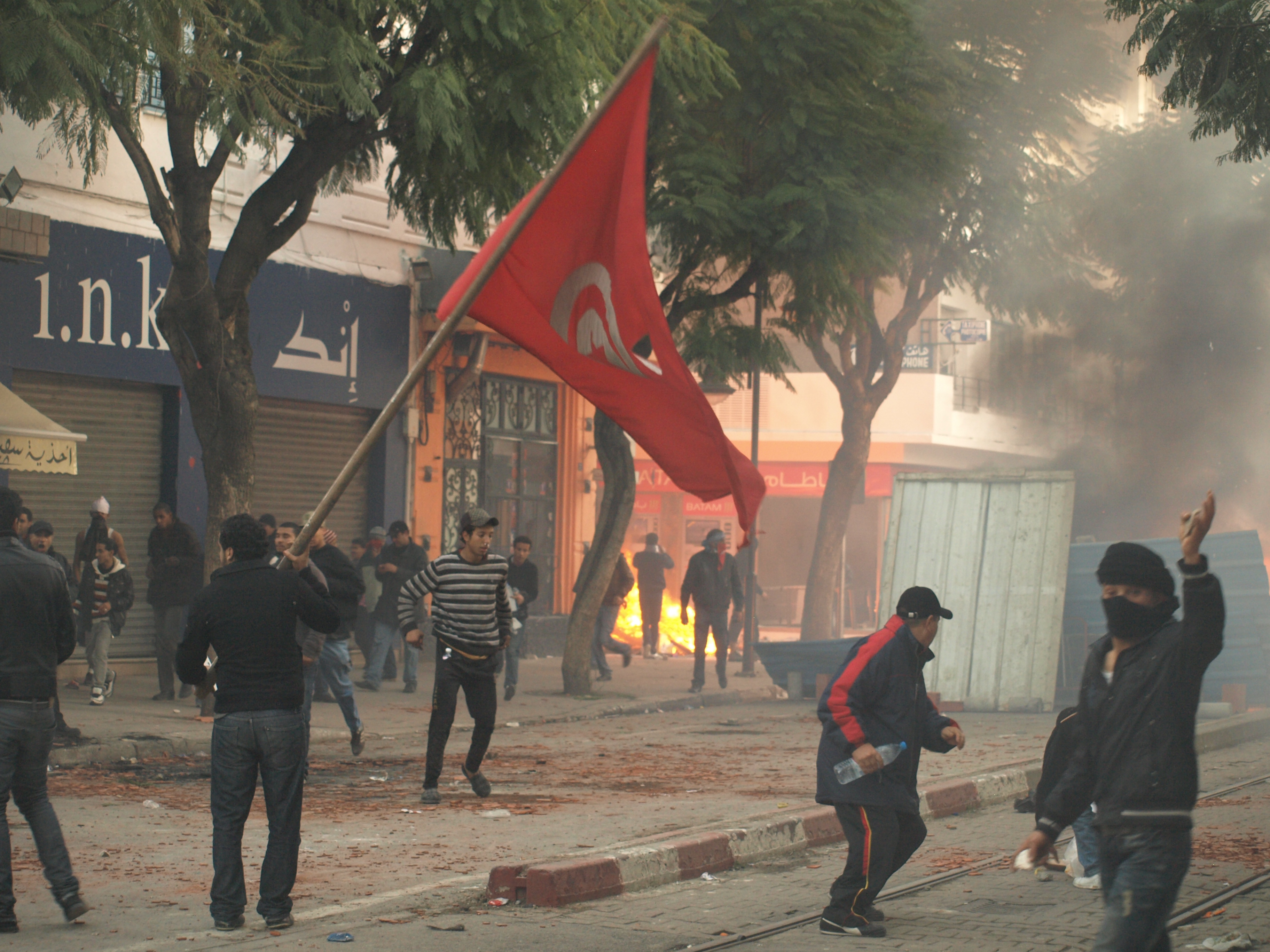
مواجهات بين الأمن و المتظاهرين

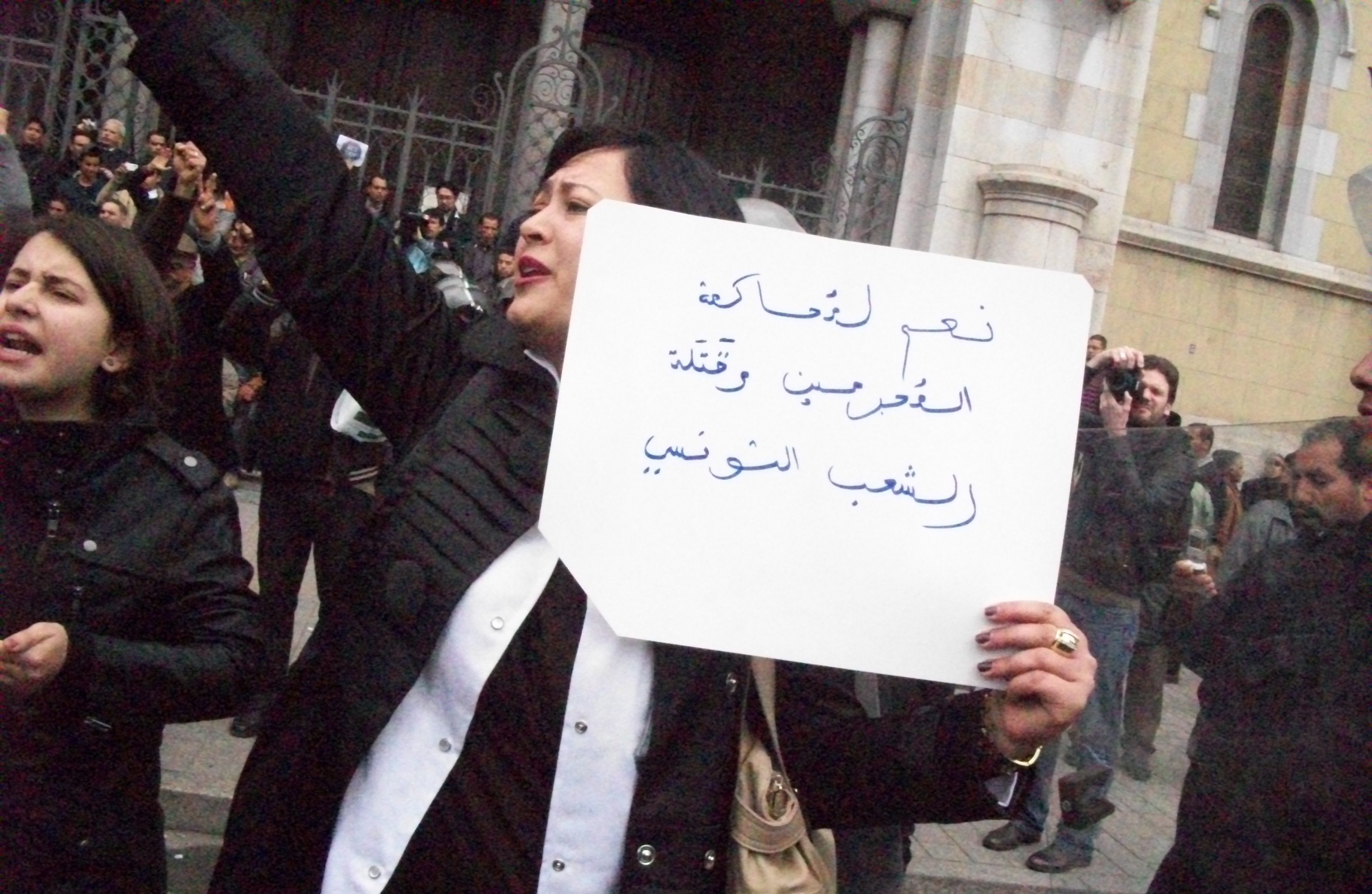
متظاهرين يحملون لافتات مناهضة للحكومة و السلطة

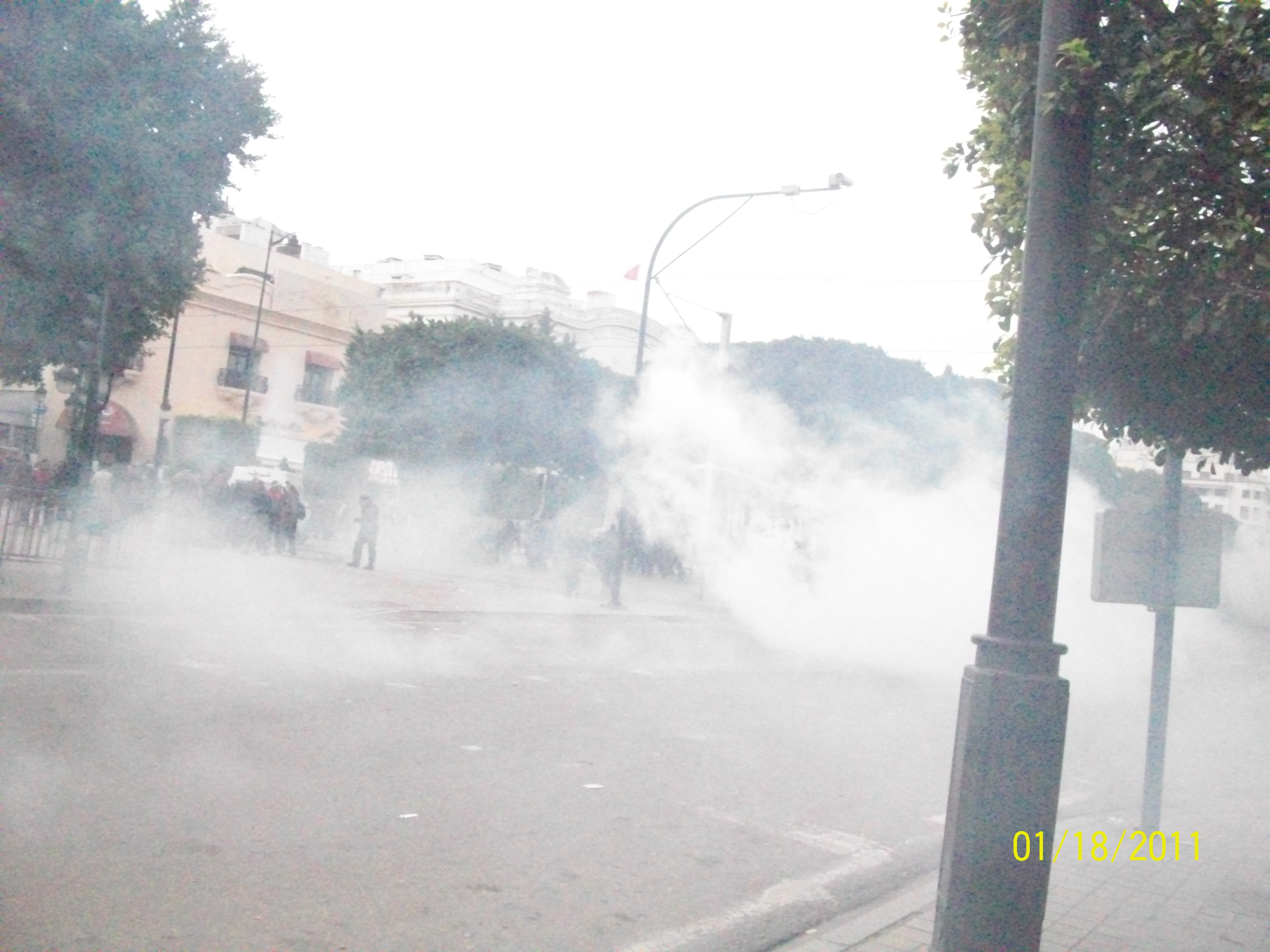
قنابل مسيلة للدموع من الأمن في محاولة لفض المحتجين

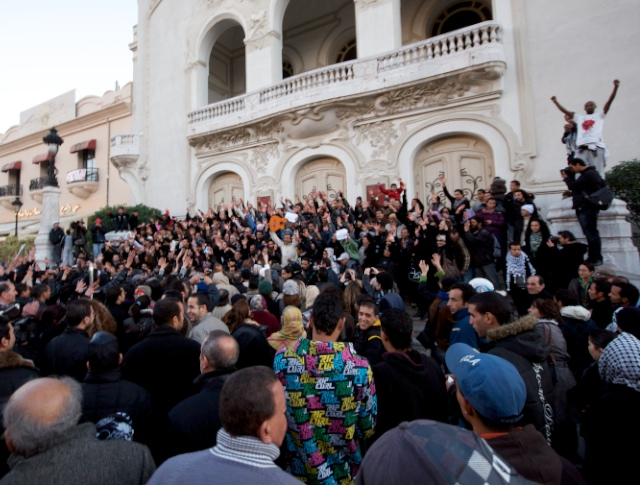
متضاهرين أمام المسرح البلدي في شارع الحبيب بورقيبة

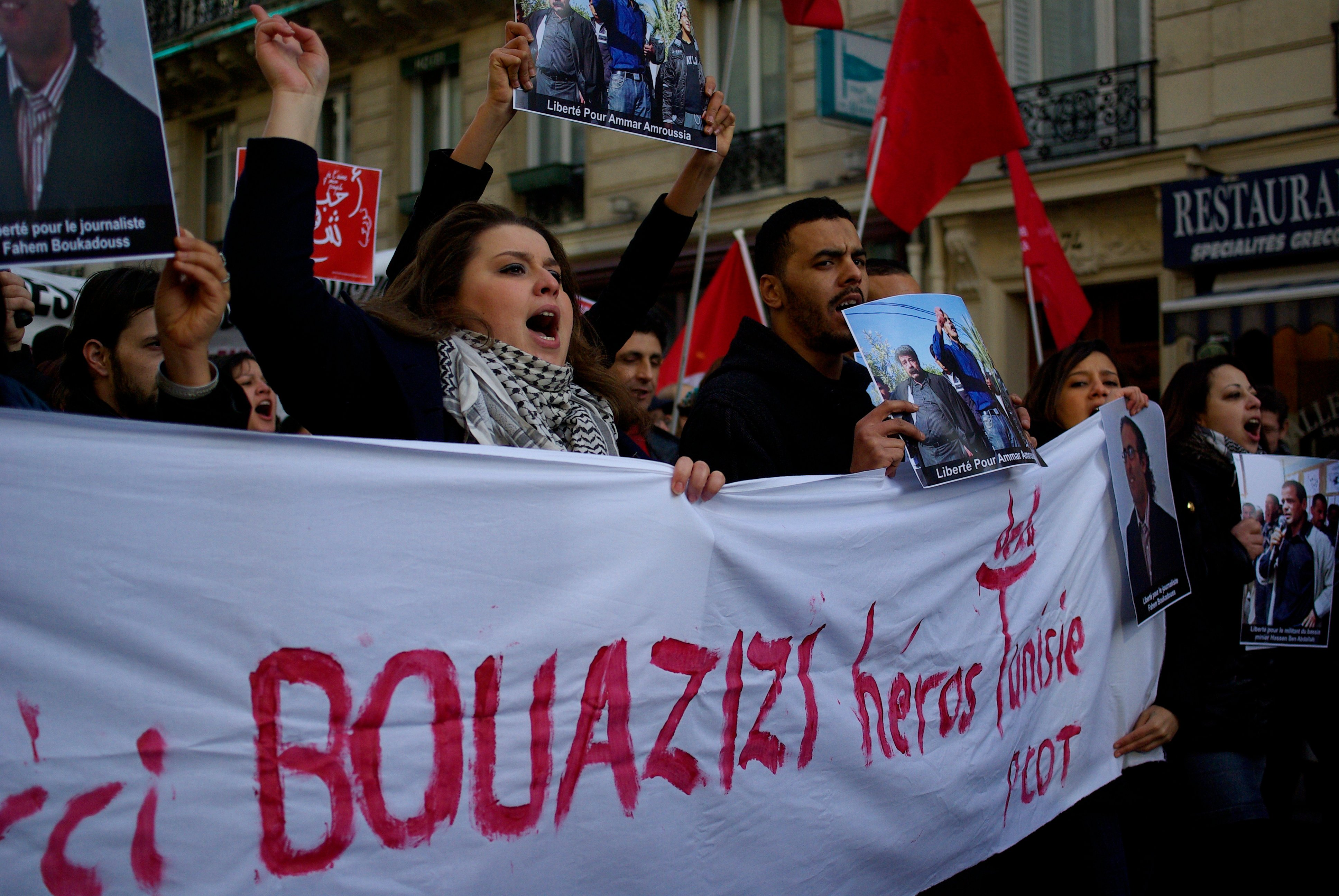
مظاهرة في فرنسا لمساندة الثورة و محمد البوعزيزي

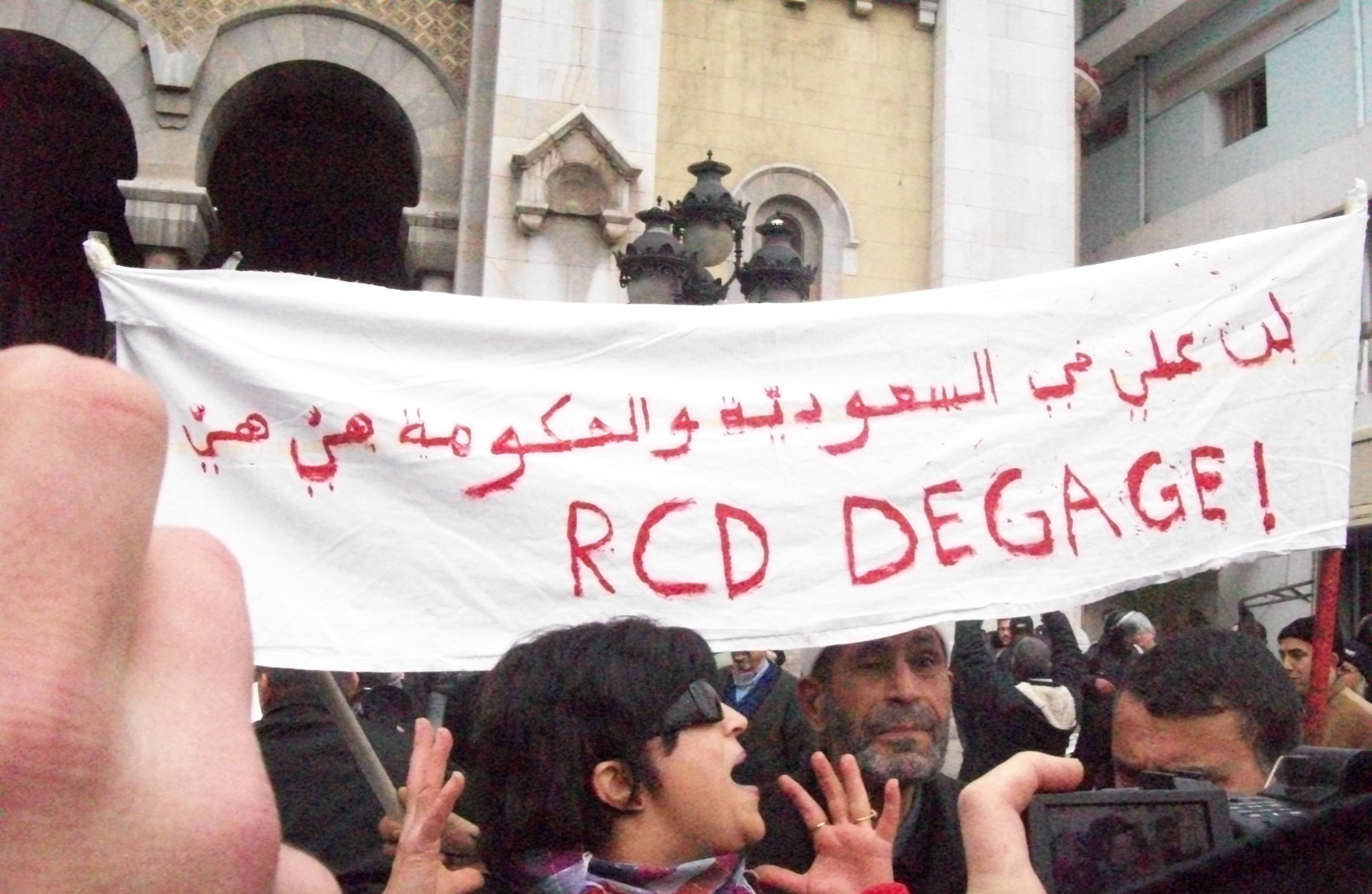
مظاهرة منددة بحزب التجمع الدستوري الديمقراطي

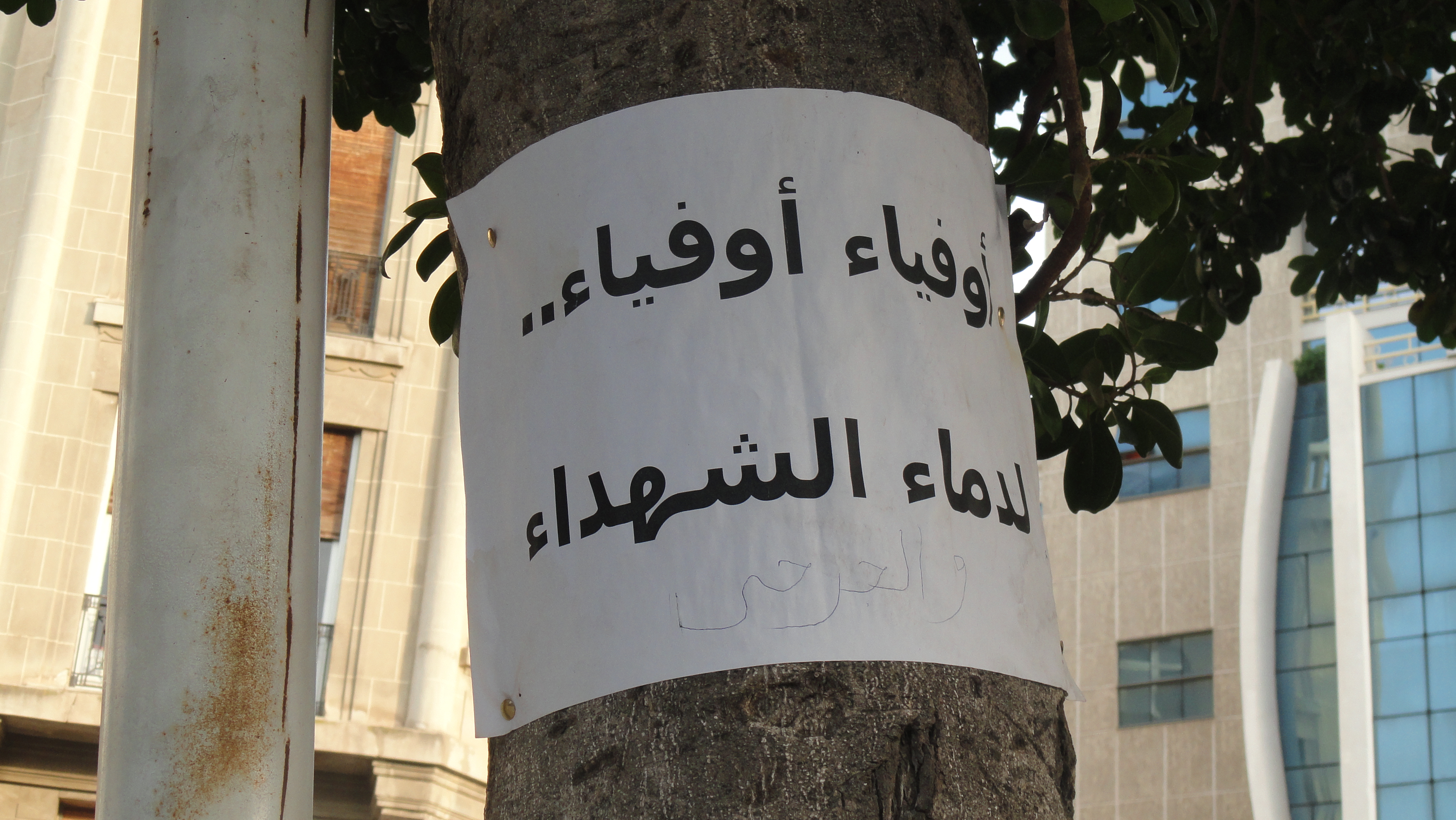
شعار "أوفياء أوفياء لدماء الشهداء"

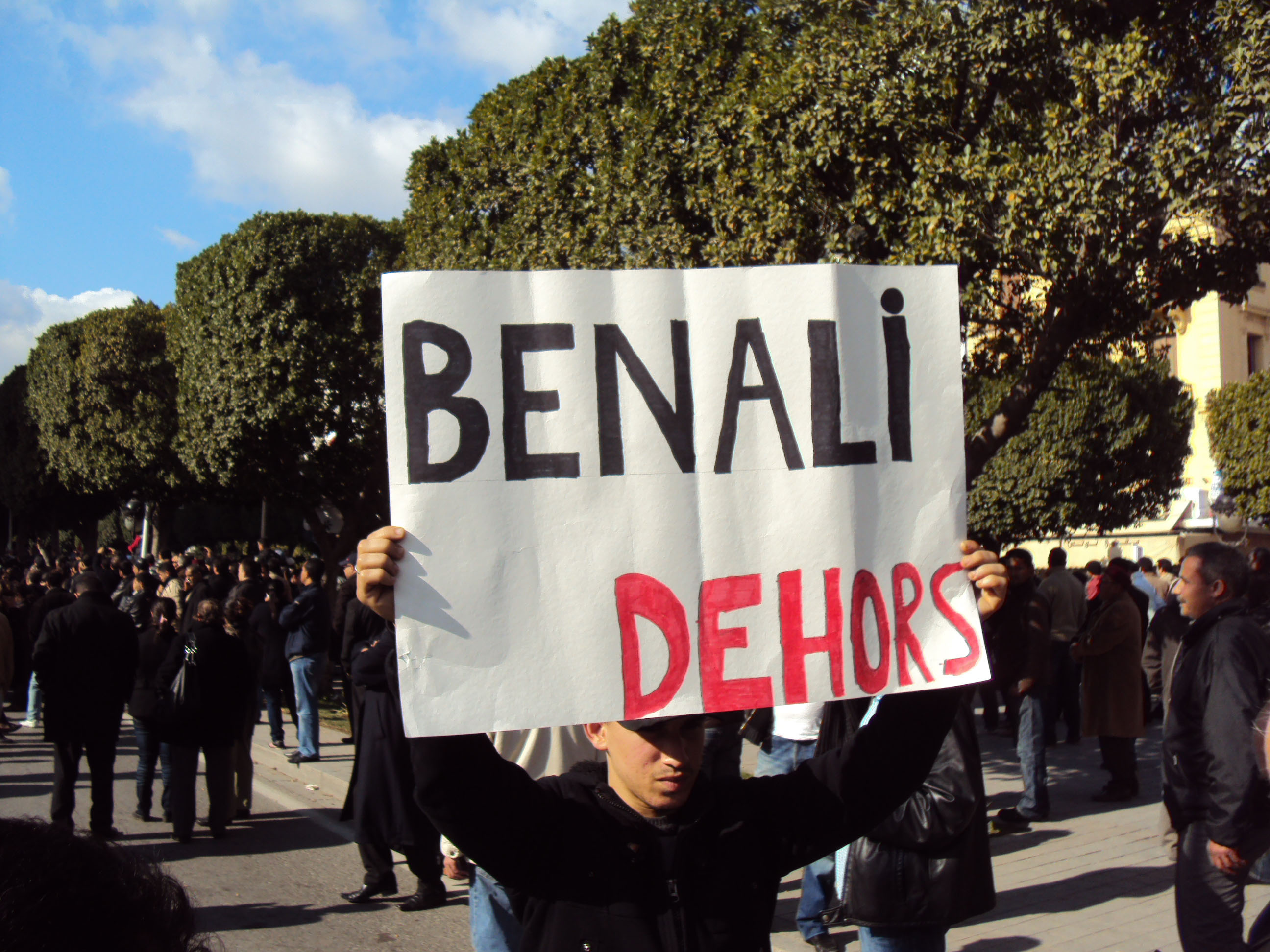
شعار مناهض للرئيس بن علي باللغة الفرنسية مكتوب عليه بن علي إرحل

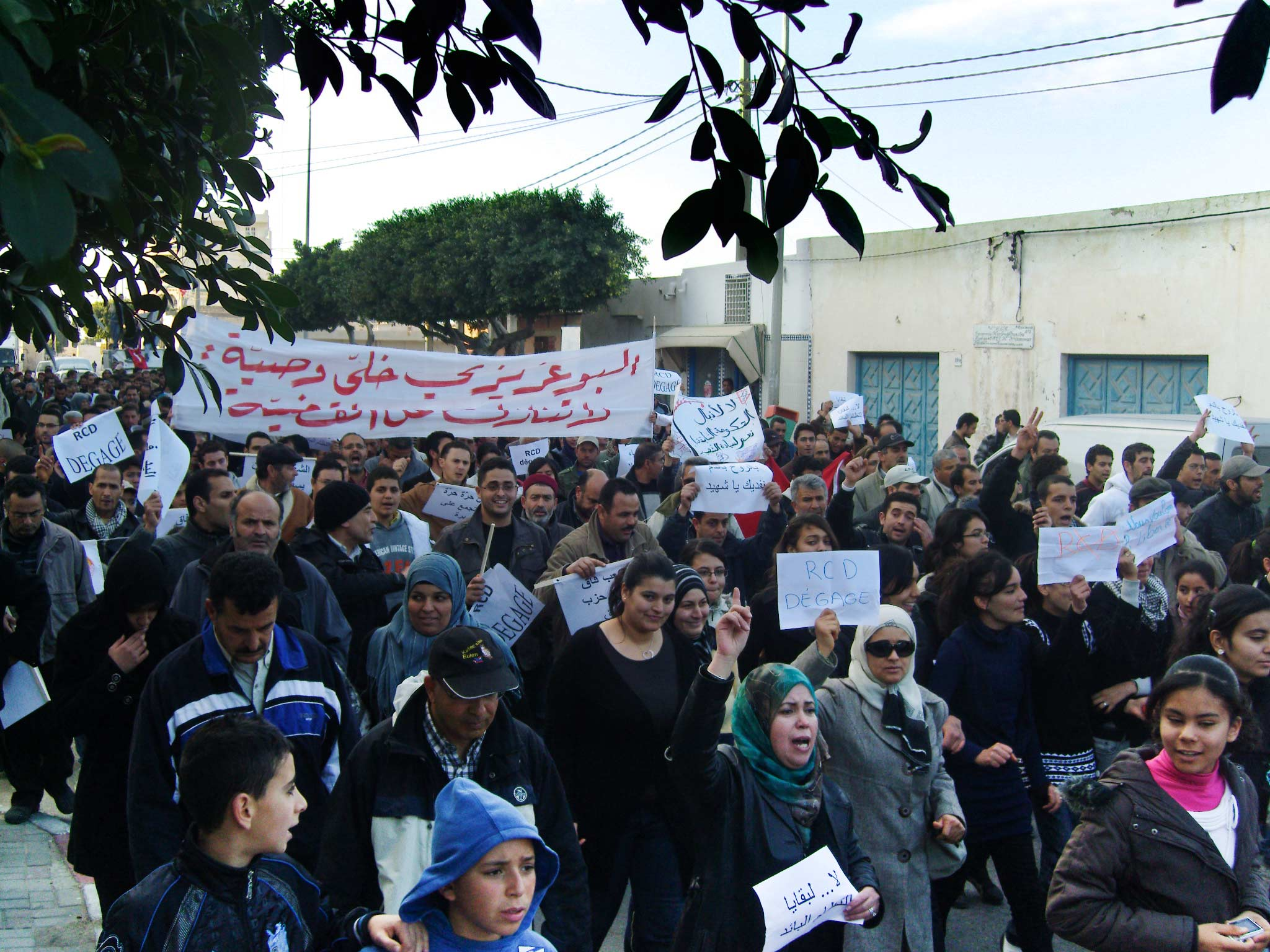
مظاهرة مناهضة للتجمع

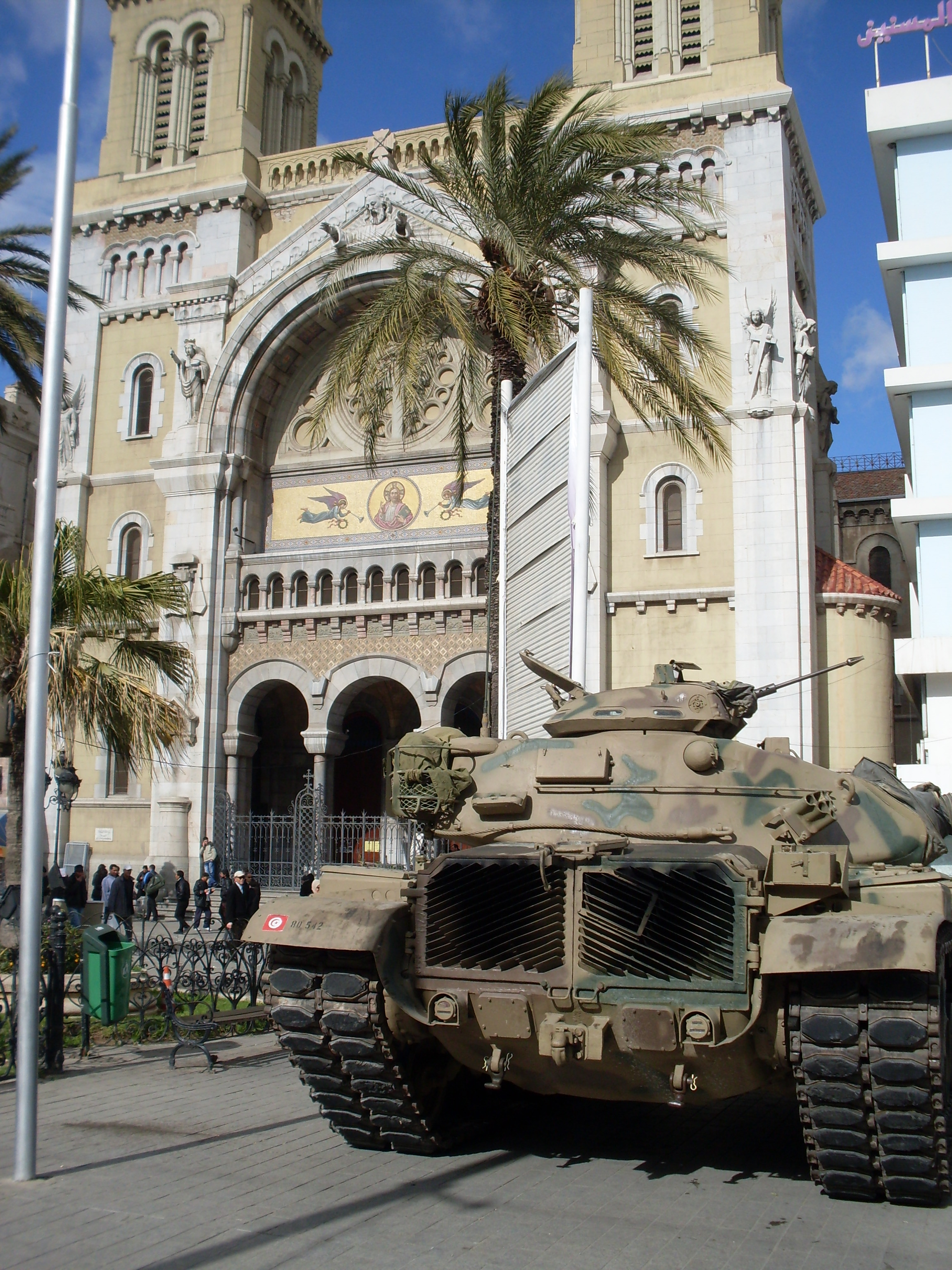
مدرعة تونسية تابعة للجيش تحرس كاتدرائية تونس في شارع الحبيب بورقيبة.

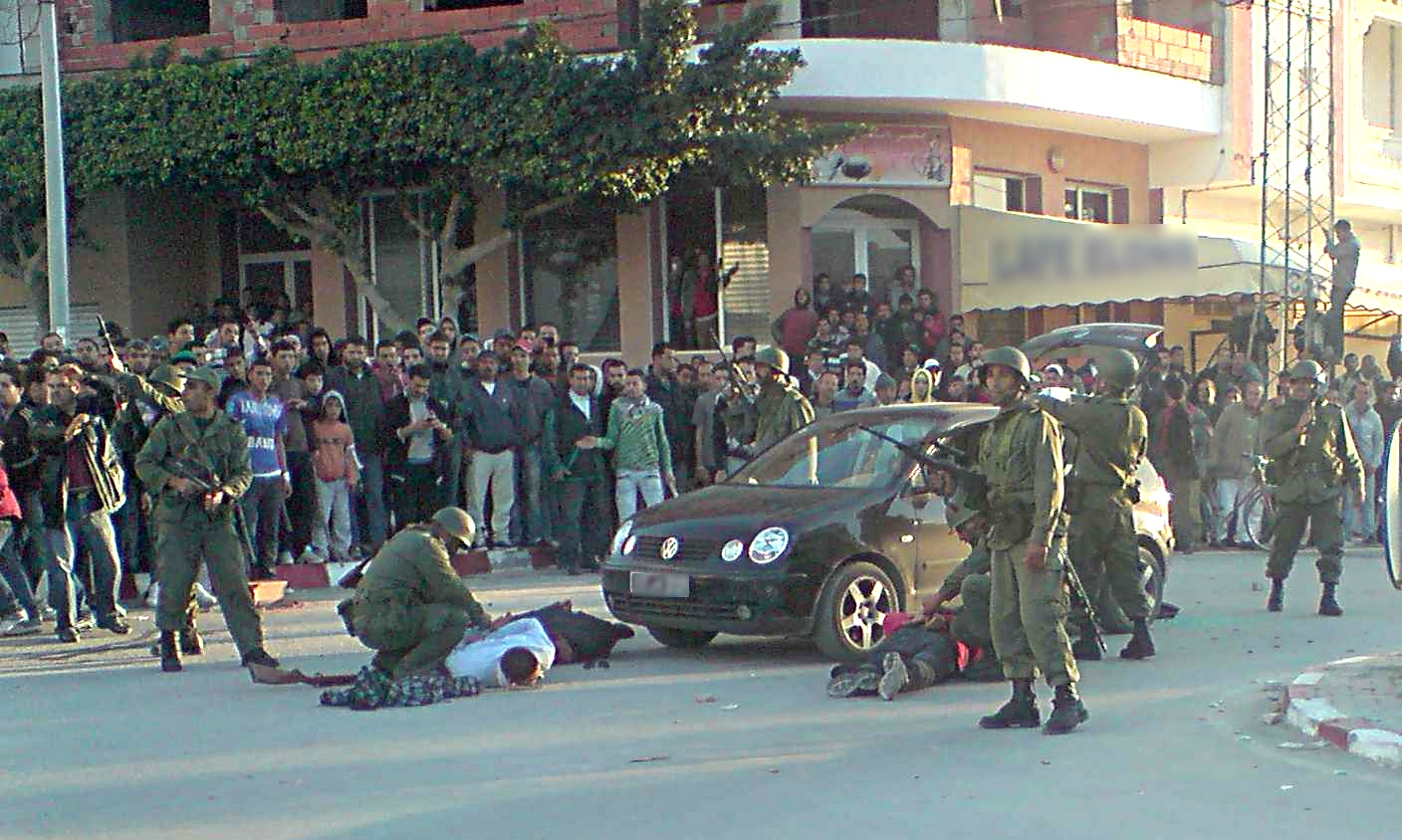
عملية عسكرية ضد مشتبه فيهم في تونس

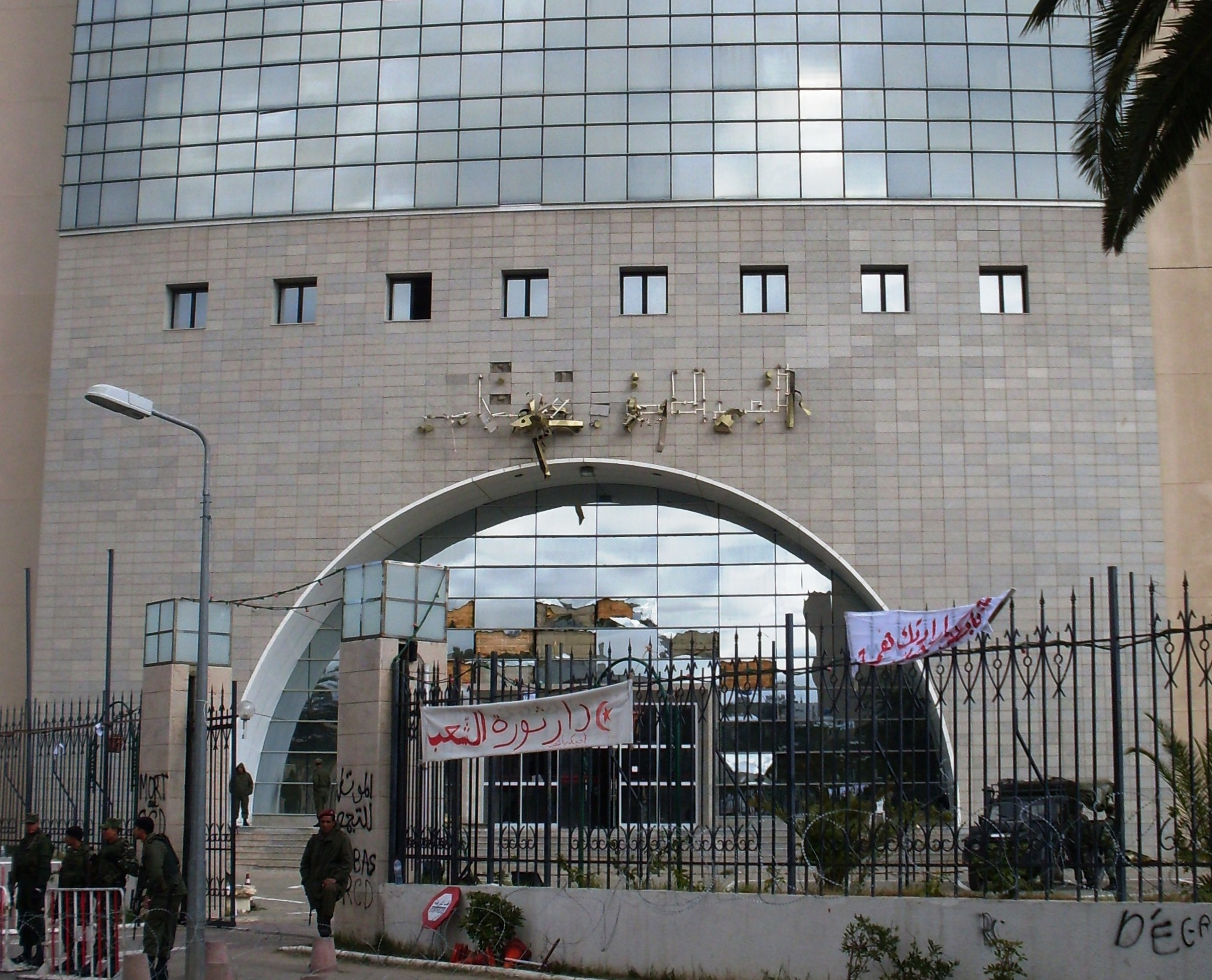
مقر التجمع الدستوري الديمقراطي مسته بعض أعمال التخريب.

نتج عن هذه المظاهرات والإحتجاجات التي شملت مدن عديدة في تونس سقوط العديد من القتلى والجرحى من المتظاهرين نتيجة تصادمهم مع قوات الأمن، وأجبَرت الرئيس زين العابدين بن علي على إقالة عدد من الوزراء بينهم وزير الداخلية وتقديم وعود لمعالجة المشاكل الإجتماعية التي نادى بحلها المتظاهرون، كما أعلن عزمه على عدم الترشح لانتخابات الرئاسة عام 2014. كما تمَّ بعد خطابه فتح المواقع المحجوبة في تونس كاليوتيوب بعد 5 سنوات من الحَجب، بالإضافة إلى تخفيض أسعار بعض المنتجات الغذائية تخفيضاً طفيفاً كالحليب والسكر. لكن الاحتجاجات توسعت وازدادت شدَّتها حتى وصلت إلى المباني الحكومية مما أجبر الرئيس بن علي على التنحي عن السلطة ومغادرة البلاد بشكل مفاجئ بحماية أمنية ليبية إلى السعودية يوم الجمعة 14 يناير 2011.
أعلن الوزير الأول محمد الغنُّوشي في نفس اليوم عن توليه رئاسة الجمهورية بصفة مؤقتة وذلك بسبب تعثر أداء الرئيس لمهامه بحسب الفصل 56 من الدستور التونسي مع إعلان حالة الطوارئ وحظر التجول. لكن المجلس الدستوري قرر بعد ذلك بيوم اللجوء للفصل 57 من الدستور وإعلان شغور منصب رئيس الجمهورية، وبناءً على ذلك أعلن في يوم السبت 15 يناير 2011 عن تولي رئيس مجلس النواب فؤاد المبزع منصب رئيس الجمهورية بشكلٍ مؤقت إلى حين إجراء انتخابات رئاسية مبكرة خلال فترة من 45 إلى 60 يومًا. شكلت الثورة التونسية المفجر الرئيسي لسلسلة من الاحتجاجات والثورات في عدد من الدول العربية.

## تسلسل الأحداث
في يوم الجمعة 17 ديسمبر من عام 2010 قام شاب تونسي عاطل عن العمل يُدعى محمد البوعزيزي بإضرام النار في نفسه احتجاجاً على مصادرة السلطات البلدية في مدينة سيدي بو زيد لعربة يبيع عليها الفاكهة والخضار، وللتنديد برفض سلطات المحافظة قبول شكوى أراد تقديمها في حق الشرطية فادية حمدي. وأدى ذلك إلى اندلاع مواجهات بين مئات من الشبان في منطقة سيدي بوزيد وولاية القصرين مع قوات الأمن يوم السبت 18 ديسمبر 2010 خلال مظاهرة للتضامن مع البوعزيزي والاحتجاج على ارتفاع نسبة البطالة والتهميش والإقصاء في هذه الولاية الداخلية، وانتهت الاحتجاجات باعتقال عشرات الشبان وتحطيم بعض المنشآت العامة. وتوسعت دائرة الاحتجاجات بولاية سيدي بوزيد لتنتقل الحركة الاحتجاجية من مركز الولاية إلى البلدات والمدن المجاورة كالمكناسي والرقاب وسيدي علي بن عون ومنزل بوزيانو القصرين وفريانة، حيث خرج السكان في مسيرات حاشدة للمطالبة بالعمل وحقوق المواطنة والمساواة في الفرص والتنمية، وقد تطورت الأحداث بشكل متسارع وارتقت الاحتجاجات لتأخذ طابع سياسي ومطالبة الشعب بتنحي الرئيس بن علي عن منصبه وبالحريات ومحاسبة العابثين بالأموال العامة والتحقيق بقضايا الفساد.

### 17 ديسمبر 2010
أضرم الشاب التونسي محمد البوعزيزي النار في نفسه وأشعل شرارة الاحتجاجات.

### 18/19 من ديسمبر 2010
حدثت مواجهات بين مئات الشبان في منطقة سيدي بوزيد وقوات الأمن وخرجت مسيرة حاشدة من شباب وأهالي معتمدية المكناسي ومنزل بوزيان بداية من يوم 18 ديسمبر 2010، ومصادمات ليلية مع التعزيز الأمني الذي قدم مساء إلى الجهة. وكانت المظاهرات والاجتجاجات بالولاية ومنزل بوزيان في البداية للتضامن مع محمد البوعزيزي والاحتجاج على ارتفاع نسب البطالة والتهميش والإقصاء في هذه الولاية الداخلية وكان اهالي منزل بوزيان ينادون مع جملة الأسباب المذكورة منادين بإسقاط النظام ومحاسبة الطرابلسية ويسقط التجمع.وانتهت الاحتجاجات باعتقال عشرات الشبان وتحطيم بعض المنشآت العامة في الولاية

### 21 ديسمبر
توسع دائرة الاحتجاجات بولاية سيدي بوزيد لتنتقل الحركة الاحتجاجية من مركز الولاية إلى البلدات والمدن المجاورة كالمكناسي والرقاب وسيدي علي بن عون ومنزل بوزيان حيث خرج السكان في مسيرات حاشدة للمطالبة بالعمل وحقوق المواطنة والمساواة في الفرص والتنمية.

### 24 ديسمبر 2010
تطور خطير للأحداث بولاية سيدي بوزيد حيث اتخذت الاحتجاجات السلمية شكل انتفاضة شعبية شملت جميع مدن المحافظة، وقامت قوات الأمن بإطلاق الرصاص الحي على المسيرة السلمية في مدينة منزل بوزيان مما أسفر عن مقتل الشاب محمد العماري وهو أيضا من حاملي الشهادات العليا العاطلين عن العمل وجرح عدد آخر من المتظاهرين، كما عمدت قوات الأمن إلى اعتقال عدد كبير منهم.

### 25 ديسمبر 2010
تجمع المئات من النقابيين والحقوقيين في ساحة محمد علي في تونس العاصمة للتعبير عن تضامنهم مع أهالي سيدي بوزيد وللاحتجاج على قمع المسيرات الشعبية والاعتقالات واستعمال قوات الأمن للرصاص الحي ضد المحتجين والذي تسبب في سقوط قتيل وعشرات الجرحى.

### 27 ديسمبر 2010
انتقال الحركات الاحتجاجية إلى مدن ومحافظات تونسية أخرى في تصعيد خطير للأحداث حيث رفع المتظاهرون في مدن تونس وصفاقس والقيروان والقصرين وتالة ومدنين وقفصة شعارات مساندة لأهالي سيدي بوزيد ومنددة بتدهور الأوضاع الاجتماعية والاقتصادية وارتفاع البطالة في عدد المدن التونسية والمطالبة بتنمية عادلة. في حين واصلت وسائل الإعلام المحلية والرسمية تجاهل هذه التحركات الاجتماعية التي أخذت تتوسع شيئا فشيئا.

### 28 ديسمبر 2010
أول رد رسمي للرئيس التونسي زين العابدين بن علي على الاحتجاجات الشعبية في خطاب متلفز بثته القناة الرسمية تونس 7، أدان فيه " أعمال الشغب" وقال إنها تضر بصورة تونس لدى المستثمرين وتعهد بتطبيق القانون " بكل حزم" ضد المأجورين والمتطرفين ".

### 30 ديسمبر 2010
بن علي يقوم بتعديل وزاري محدود حيث عين سمير العبيدي وزيرا جديدا للاتصال ووزير جديد للشباب والرياضة ووزير جديد للشؤون الدينية. ليبيا ترفع القيود الإدارية المفروضة على التونسيين الراغبين في السفر والعمل في ليبيا ومعمر القذافي يأمر بمعاملتهم كمواطنين ليبيين.

### 3جانفي2011
مواجهات عنيفة في مدينة تالة بين محتجين وقوات الأمن استخدمت فيها الشرطة القنابل المسيلة للدموع والرصاص المطاطي ما أسفر عن سقوط عدد كبير من الجرحى ومقتل ثلاثة أشخاص في مدينة رأس الجبل بولاية بنزرت.

### 5جانفي2011
وفاة محمد البوعزيزي الشاب الذي أوقد نار الاحتجاجات الشعبية في تونس متأثرا بجراحه بعد 18 يوما من محاولته الانتحار أمام مقر ولاية سيدي بوزيد. خروج المظاهرات في تالة عن سيطرة قوات الأمن بعد إحراق المتظاهرين لمقر الحزب الحاكم ومبنى للشرطة، وقوات الأمن تستنفر كل إمكانياتها الأمنية لقمع المتظاهرين.

### 6جانفي2011
السلطات التونسية تعتقل مدونين ومغني راب تونسي على خلفية تعرضهم للنظام التونسي على صفحات الإنترنت والمحامون ينظمون اعتصاما في أروقة المحاكم احتجاجا على الاضطهاد الأمني.

### 8جانفي2011
مقتل 6 أشخاص في مدينة تالة وشخصين في القصرين
في مظاهرات عنيفة عمت منطقة الوسط الغربي للبلاد

### 9جانفي2011
المظاهرات تصل إلى العاصمة تونس وتتسم بتصاعد العنف خلال الاحتجاجات التي رفعت لأول مرة شعارات ضد الحكومة التونسية. وقوات الأمن تستعمل استعمال الرصاص الحي ضد المحتجين.إضراب 95 بالمائة من المحامين. وسقوط أكثر من 35 قتيلا في مدينتي القصرين وتالة والرقاب حسب مصادر نقابية.

### 10جانفي2011
خطاب جديد لزين العابدين بن علي لمحاولة تهدئة الأوضاع وتقديم حلول للخروج من الأزمة، ووعود بخلق 300 ألف فرصة عمل جديدة لاحتواء نسب البطالة المرتفعة لدى حاملي الشهادات.
شريحة واسعة من المواطنين لا ترى خطاب بن علي مقنعا وكافيا لإخماد الاضطرابات.[بحاجة لمصدر]
وتعليق الدروس في المدارس والجامعات إلى أجل غير مسمى.
حدثت مظاهرة الساعة الواحدة بعد الزوال في وسط تونس العاصمة في ما يسمى بساحة البساج. أعتبرت أول مظاهرة في الثورة التونسية في العاصمة التونسية التي لم تنظم أمام مقر الاتحاد العام التونسي للشغل. حضر المظاهرة بين 100 و200 شخص. قامت قوات الأمن بقمعها.

### 11جانفي2011
المظاهرات تنتشر في العاصمة تونس وتبلغ الأحياء الشعبية التي تعاني الفقر وسوء التجهيزات كحي الانطلاقة والتضامن وباب الجديد والزهروني ووادي الليل والكرم وحي الزهور والكبارية والسيجومي وباب الجزيرة وقصر السعيد وحلق الوادي مما أدى إلى حرق أغلب نقاط مراكز الشرطة في هذه الجهات من العاصمة. حرق بعض مقرات الحزب الحاكم. والشرطة تفرط في استخدام العنف مما يسفر عن سقوط 35 قتيلا في مدن الوسط والشمال الغربي خلال يومين. وقمع مظاهرة نظمها الفنانون التونسيون أمام المسرح البلدي في العاصمة.

### 12جانفي2011
زين العابدين بن علي يعزل وزير الداخلية ويعين وزيرا جديدا وقمع قوات الأمن يخلف قتلى في مدن من الجنوب التونسي لأول مرة وفي مدن الوطن القبلي وانتشار الجيش في العاصمة تونس وأغلب المدن الكبرى. ووزير الداخلية الجديد يفرض حظرا لتجول ليلي في مدن تونس الكبرى ولأجل غير محدد.

### 13جانفي2011
بن علي يلقي خطابه الثالث الذي قدم فيه تنازلات كثيرة.تصاعدت وتيرة العنف ووصل المتظاهرون إلى مبان حكومية ومراكز حساسة.

### 14جانفي2011
شهد هذا اليوم المظاهرة الكبرى بشارع الحبيب بورقيبة ضمت أبناء العاصمة وضواحيها وبالتوازي كانت هناك مظاهرات في مدن أخرى. ولكن مظاهرة العاصمة كان لها الفضل الأكبر في فرار بن علي عندما هدد المتظاهرين باقتحام قصر قرطاج الواقع في الضاحية الشمالية بالعاصمة فوصلت هذه الأخبار إلى القصر الرئاسي مما أدى إلى هروب بن علي.
- الشعب يتظاهر يوم 14 جانفي في شارغ الحبيب بورقيبة و يهتف "خبز و ماء و بن علي لا".
- الشعب يعتصم يوم 14 جانفي أمام وزارة الداخلية و يهتف "اعتصام اعتصام حتى يسقط النظام".
- الشعب يهتف يوم 14 جانفي أمام وزارة الداخلية "ديغاج ديغاج" أي "أرحل ارحل".

### مغادرة بن علي للبلاد
في يوم الجمعة 14 جانفي 2011 الموافق 10 صفر 1432 هـ أجبرت الانتفاضة الشعبية الرئيس زين العابدين بن علي الذي كان يحكم البلاد بقبضةٍ حديدية طيلة 23 سنة على مغادرة البلاد بشكل مفاجئ إلى السعودية، حيث وصلت طائرته إلى جدة بالسعودية. وقد رحب الديوان الملكي السعودي بقدومه وأسرته إلى الأراضي السعودية، وجاء في بيان للديوان الملكي السعودي نشرته وكالة الأنباء السعودية أنه:
«انطلاقًا من تقدير حكومة المملكة العربية السعودية للظروف الاستثنائية التي يمر بها الشعب التونسي الشقيق وتمنياتها بأن يسود الأمن والاستقرار في هذا الوطن العزيز على الأمتين العربية والإسلامية جمعاء وتأييدها لكل إجراء يعود بالخير للشعب التونسي الشقيق فقد رحبت حكومة المملكة العربية السعودية بقدوم فخامة الرئيس زين العابدين بن علي وأسرته إلى المملكة. وأن حكومة المملكة العربية السعودية إذ تعلن وقوفها التام إلى جانب الشعب التونسي الشقيق لتأمل ـ بإذن الله ـ في تكاتف كافة أبنائه لتجاوز هذه المرحلة الصعبة من تاريخه.»

### الحكم بعد بن علي
بعد مغادرة بن علي إلى السعودية في 14 يناير 2011 أعلن الوزير الأول محمد الغنوشي عن توليه رئاسة الجمهورية بصفة مؤقتة بسبب تعثر أداء الرئيس لمهامه وذلك استنادًا على الفصل 56 من الدستور التونسي والذي ينص على أن لرئيس الدولة أن يفوض الوزير الأول في حال عدم تمكنه من القيام بمهامه، غير أن المجلس الدستوري أعلن إنه بعد الإطلاع على الوثائق لم يكن هناك تفويض واضح يمكن الارتكاز عليه بتفويض الوزير الأول وإن الرئيس لم يستقل، وبما أن مغادرته حصلت في ظروف معروفة وبعد إعلان الطوارئ وبما أنه لا يستطيع القيام بما تلتزمه مهامه ما يعني الوصول لحالة العجز النهائي فعليه قرر اللجوء للفصل 57 من الدستور وإعلان شغور منصب الرئيس، وبناءً على ذلك أعلن في يوم السبت 15 يناير 2011 عن تولي رئيس مجلس النواب محمد فؤاد المبزع منصب رئيس الجمهورية بشكل مؤقت وذلك لحين إجراء انتخابات رئاسية مبكرة خلال فترة من 45 إلى 60 يومًا حسب ما نص عليه الدستور.
وفي 17 يناير تشكلت حكومة جديدة برئاسة الوزير الأول محمد الغنوشي شارك بها عدد من زعماء المعارضة، وأعلن الغنوشي أن الحكومة ستعمل بعيدًا عن الأحزاب السياسية، كما أعلن عن حاجة الحكومة إلى ستة أشهر على الأقل قبل إجراء الانتخابات العامة، وأكد على التزام حكومته بالإفراج عن السجناء السياسيين وتشكيل لجنة لتقصي الحقائق ومحاربة الفساد السياسي والتجاوزات والتحقيق مع أصحاب الثروات الهائلة أو المشتبه في فسادهم. أطاح الشعب بهذه الحكومة فأعيد تشكيلها في 27 يناير، قدم الوزير الأول محمد الغنوشي يوم 27 فبراير استقالته أمام القنوات التلفزية في نقل مباشر، فأوكل الرئيس التونسي المؤقت فؤاد المبزع الوزير المتقاعد الباجي قائد السبسي في عهد الرئيس السابق الحبيب بورقيبة بتشكيل حكومة جديدة فشكلها وترأسها في 7 مارس 2011.

## دور الجيش التونسي
بحسب المصادر المتوافرة، فإن الجيش الوطني التونسي رفض أوامر الرئيس بن علي القاضية بمشاركة الجيش في مواجهة الاحتجاجات إلى جانب قوات الأمن، وكان رفض قائد جيش البر رشيد عمار لأوامر بن علي بمثابة نهاية لحكم الأخير للبلاد، أشارت مصادر أخرى إلى أن قائد الجيش التونسي تلقى أوامر من الولايات المتحدة بالاستيلاء على مقاليد الأمور في تونس لوقف الفوضى الناتجة عن احتجاجات الشعب التونسي، لكنه رفض ذلك[بحاجة لمصدر]، تجدر الإشارة إلى أن الجيش التونسي دافع عن المواطنين ضد الشرطة في بعض المظاهرات.

## التغيير

### الاعتقالات والملاحقات
بعد مغادرة بن علي لتونس، اعتقل 33 من أقاربه، وبث التلفزيون الرسمي صور حليّ ومجوهرات وساعات وبطاقات مصرفية دولية ضبطت خلال اعتقالهم، وكذلك أسلحة بشكل أقلام حبر تُطلق رصاصًا حيّاً.
وفي يوم 21 يناير أعلن وزير الداخلية إن السلطات الأمنية اعتقلت عماد الطرابلسي شقيق ليلى بن علي زوجة زين العابدين بن علي. واعتقال مدير جهاز الأمن الرئاسي الجنرال علي السرياطي، كما وضعت السلطات التونسية كلًا من وزير الدولة والمستشار الخاص للرئيس التونسي الأسبق عبد العزيز بن ضياء ورئيس مجلس المستشارين عبد الله القلال والمستشار السياسي لبن علي عبد الوهاب عبد الله والذي يعد من أبرز مهندسي السياسة الإعلامية في تونس منذ عقود، قيد الإقامة الجبرية.
وفي 23 يناير اعتقلت السلطات مالك قناة حنبعل العربي نصرة مع ابنه بتهمة الخيانة العظمى وذلك لقيامه بالتحريض على العنف والعمل على عودة الرئيس السابق زين العابدين بن علي وذلك بحكم علاقة المصاهرة التي تربطه مع زوجة الرئيس السابق."
وفي 26 يناير أصدرت منظمة الشرطة الجنائية الدولية - الإنتربول بلاغًا لأعضائها لاعتقال الرئيس السابق زين العابدين بن علي وستة من أقربائه وذلك بناء على مذكرة اعتقال أصدرتها السلطات التونسية.

### عودة المعارضين من المنفى
في 17 يناير عاد إلى تونس رئيس الشبكة الأورومتوسطية لحقوق الإنسان كمال الجندوبي الذي لم يدخلها منذ عام 1994. وفي 18 يناير عاد المعارض التاريخي لنظام الرئيس السابق منصف المرزوقي. كما عاد في 30 يناير زعيم حركة النهضة راشد الغنوشي.

### الإفراج والعفو عن المعتقلين
قررت الحكومة في 19 يناير الإفراج عن 1800 سجين، بينهم عدد من سجناء الرأي ينتمون إلى حركة النهضة الإسلامية والذين يشكلون أغلبية المعتقلين لأسباب سياسية في تونس. وأطلق سراح بقية سجناء الحق العام الذين لا تتعدى مدة عقوبتهم ستة أشهر وذلك بمختلف السجون في البلاد. ويتوقع سياسيين أن يطال قانون العفو العام قرابة الـ30 ألف تونسي ويخص كل ضحايا مرحلة حكم بن علي وقد تمتد إلى مرحلة الرئيس الأسبق الحبيب بورقيبة.

## عدد الضحايا
حسب فريق من مجلس حقوق الإنسان فأن حصيلة القتلى الذين سقطوا خلال اندلاع الثورة بلغ 219 شخصًا، بحيث توفي 174 شخصًا خلال المظاهرات التي سبقت 14 يناير، و78 لقوا حتفهم في اضطرابات عمت السجون في يوم 15 يناير.

## تأثير الثورة التونسية على الدول العربية
مع اندلاع الثورة التونسية بدا أن المنطقة العربية مقبلة على زلزال شديد لم يكن حتى أكبر مراكز الرصد والدراسات يتوقعه، ولم يمض وقت طويل حتى تحولت الثورة التي انطلقت من تونس إلى كرة ثلج عملاقة جرفت وهددت عروشا مهيبة، وفتحت أبوابا واسعة من الأمل لشعوب المنطقة.
فأخذت المنطقة العربية تمور من شرقها إلى غربها بثورات شعبية نجح بعضها في اقتلاع أنظمة حكمت عقودا طويلة بالحديد والنار، وتكابد شعوب أخرى وتغالب بطش أنظمة تعتقد أنها قادرة على كسر إرادة شعوبها في الحرية والعيش الكريم، لتبدو وكأنها تولد من جديد، أو كأنما تفتح صفحة جديدة من تاريخها مختلفة تماما عما سبقها.

### الشرارة التونسية
ميلاد الثورات العربية بدأ من تونس، وتحديدا من مدينة سيدي بوزيد عندما أقدم الشاب محمد البوعزيزي على إحراق نفسه في 17 ديسمبر/كانون الأول 2010 م، بعد مصادرة عربته وصفعه من لدن شرطية أمام مقر المجلس المحلي، ليفجر على إثر ذلك احتجاجات واسعة انتشرت في مختلف المدن التونسية. وأخذت المظاهرات طابع الاحتجاج في البداية ضد الظلم والإقصاء والبطالة والتهميش، ثم انتهت بالدعوة إلى إسقاط الحكومة ورحيل النظام، وسط حالة شديدة من القمع وقتل المتظاهرين من قبل قوات الشرطة والأمن، وحياد من طرف عناصر الجيش. ومع اشتداد القمع لجأ المحتجون الثائرون إلى إضرام النار في عدد من مراكز الشرطة ومقار الحزب الدستوري الحاكم، ومع اتساع رقعة الاحتجاجات، وحياد الجيش اضطر زين العابدين بن علي إلى الرحيل في 14 يناير/كانون الثاني 2011.

### مصر
بعد نحو عشرة أيام من سقوط النظام التونسي، وبعد دعوات أطلقها نشطاء عبر مواقع التواصل الاجتماعي على الإنترنت، تظاهر الآلاف من المصريين في 25 يناير/كانون الثاني 2011 م مطالبين بالإصلاحات ثم برحيل النظام، لكن الشرطة تصدت لهم بالهري ومسيلات الدموع وبالدهس أحياناً.
لم ينكفئ المتظاهرون أمام قمع الأجهزة الأمنية، وواصلوا الاحتجاجات في أغلب المدن المصرية، ودخلوا في اعتصام دائم ومفتوح شارك فيه الملايين بميدان التحرير وسط القاهرة، ونظموا مظاهرات حاشدة في المدن الرئيسة الأخرى، ولم تفلح سياسات الوعد والوعيد والإغراء والتهديد التي انتهجها حسني مبارك في وقف الثورة التي نجحت أخيرًا في الإطاحة به في 11 فبراير/شباط 2011 م بعد 18 يوما من انطلاقتها.

### ليبيا

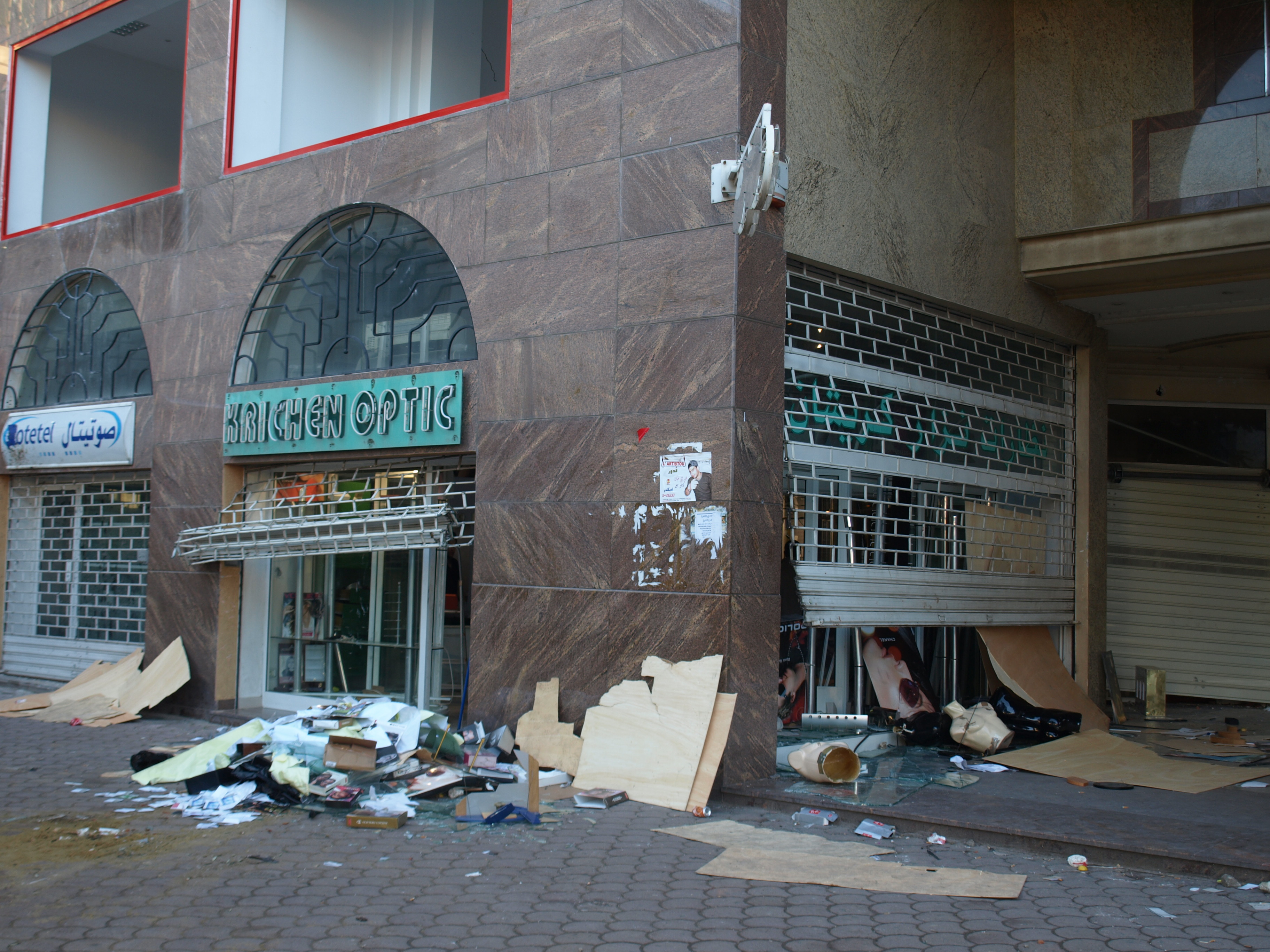
بعض أعمال العنف و التخريب طالت بعض المحلات.

مستفيدة هذه المرة من نجاح الثورتين انطلقت الثورة الليبية في 17 فبراير/شباط 2011 م بدعوات للتظاهر عبر مواقع التواصل الاجتماعي على الإنترنت، مطالبين بإسقاط نظام العقيد معمر القذافي، وشيئا فشيئا -ومع سقوط قتلى وجرحى- تمكن الثوار الليبيون من بسط سيطرتهم على مناطق الشرق الليبي، وبعض مناطق الغرب والوسط، وفي 17 مارس 2011 أصدر مجلس الأمن الدولي قراراً يَقتضي فرض عدة عقوبات على حكومة القذافي الليبية تتضمن حظر الطيران فوق ليبيا وتنظيم هجمات مُسلحة ضد قوات القذافي الجوية لمنعها من التحليق في الأجواء الليبية وإعاقة حركتها، وأخيرا سقطت العاصمة طرابلس بين أيديهم وظل الثوار يبحثون عن أقارب القذافي الذين فر البعض منهم إلى الجزائر، يذكر أن القذافي بدا أعنف وأقسى في التعاطي مع مطالب شعبه، مستخدما مختلف أنواع الأسلحة بما فيها سلاح الجو ضد مواطنيه العزل. واستمر القتال إلى أن سقط القذافي في أيدي الثوار التابعين للمجلس الانتقالي في يوم 20 أكتوبر بقصف من طائرات حلف الشمال الأطلسي (الناتو)، وقتل القذافي في نفس الواقعة برصاص الثوار الليبيين معلنًا انتهاء الثورة.

### اليمن
وبالتزامن مع اندلاع الثورة الليبية كان عدد من المدن اليمنية الكبرى تغلي من تحت حكم الرئيس علي عبد الله صالح الذي قدم -أسوة بزعماء عرب- تنازلات عدة، بدءًا من التخلي عن التمديد والتوريث، مرورا باقتراح تعديلات دستورية ترضي المعارضين، وانتهاء بالمزاوجة بين قتل المتظاهرين وأمر الجيش بحمايتهم.
لكن الثوار اليمنيين رفضوا الإذعان وواصلوا التظاهر في أغلب الميادين، مخيرين صالحًا بين التحول إلى رئيس سابق، أو إلى رئيس مخلوع وإحالته إلى المحكمة.

### البحرين

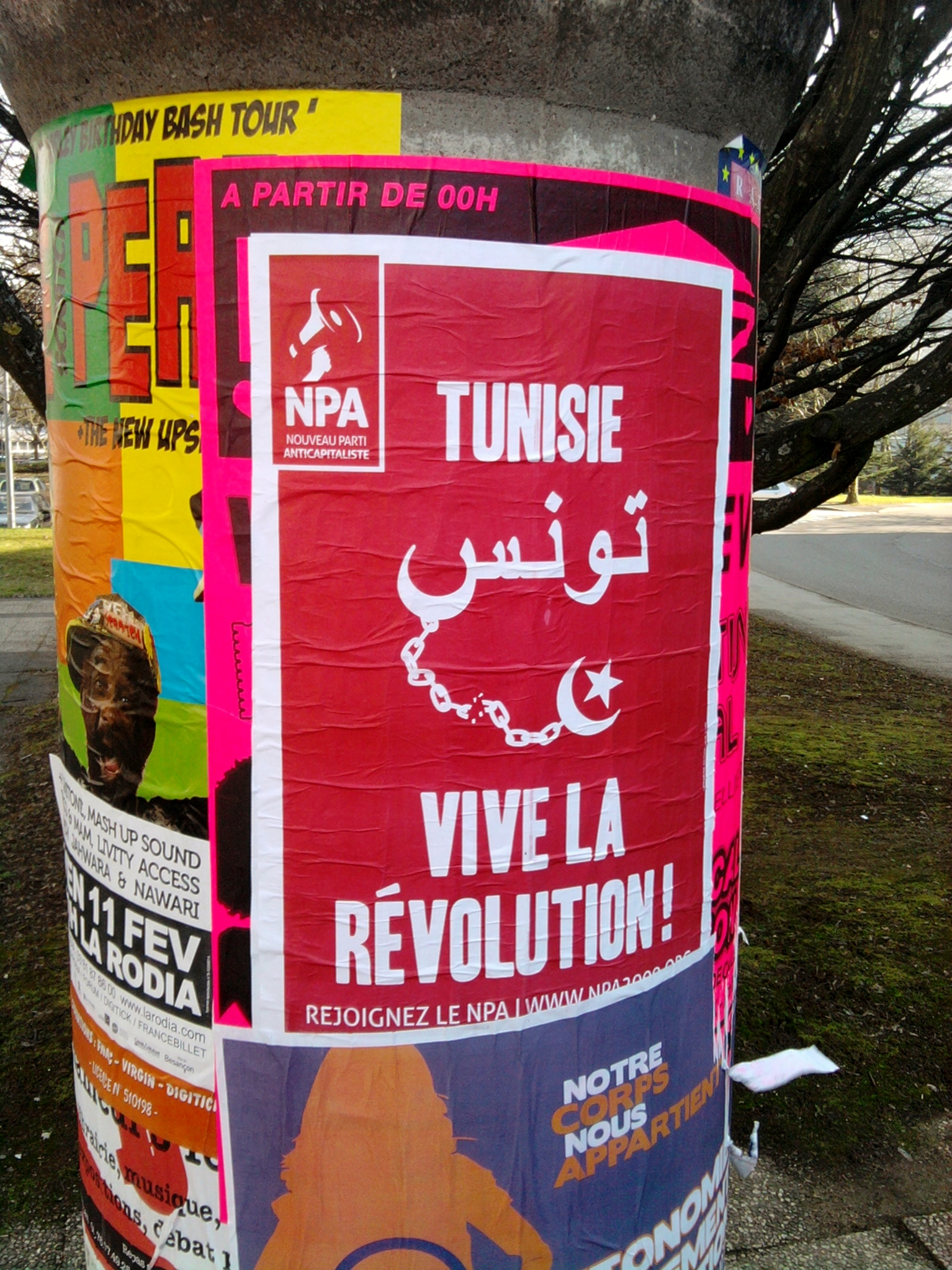
منشورة مساندة للثورة في مدينة بيزانسون الفرنسية.

كما لم تفلح الإجراءات التي أعلنها ملك البحرين حمد بن عيسى آل خليفة في وقف المظاهرات والاحتجاجات التي راوحت في الأيام الماضية بين الدعوة إلى الإصلاح وإسقاط النظام، وواصلت كتلة الوفاق الشيعية مقاطعتها لمجلس النواب، وربطت الاستجابة للحوار بإقالة الحكومة، وإجراء تعديلات مهمة في النظام.

### الأردن
بدرجة أقل عنفا وزخما من البلدان السابقة، خرجت مظاهرات تطالب بالإصلاح السياسي وتحسين الأوضاع المعيشية في الأردن، ورفع الرواتب وتوفير فرص عمل وتخفيف الضرائب، واستمرت المظاهرات لعدة أسابيع، ورفع المحتجون سقف مطالبهم حتى طالبوا بتحول النظام إلى ملكي دستوري، وإسقاط اتفاقية وادي عربة للسلام مع إسرائيل.
بادر ملك الأردن إلى تعيين حكومة جديدة، وأمر برفع رواتب الموظفين وتخفيض الضرائب، كما التقى بقادة الإخوان المسلمين لأول مرة منذ استلامه السلطة.

### العراق
وفي العراق تداعى نشطاء موقع فيسبوك إلى مظاهرات، فشهدت عدة مدن احتجاجات حاشدة مطالبة بإصلاحات وتحسين ظروف المعيشة وتوفير الماء الصالح للشرب والكهرباء وتوفير الوظائف.

### الجزائر
وجراء ضغط الاحتجاجات وخشية من تفاقمها، ألغى النظام الجزائري حالة الطوارئ المفروضة منذ 19 عاما في البلاد، وأعلن جملة إجراءات في مجالات العمل والإسكان ومكافحة الفساد، بعد عدة احتجاجات ومظاهرات دامية خلفت خمسة قتلى وعشرات الجرحى، لكن المعارضة لم تعبأ بذلك، واعتبرته ذرا للرماد في العيون، وتعهدت بالاستمرار في النزول إلى الشارع.

### عُمان

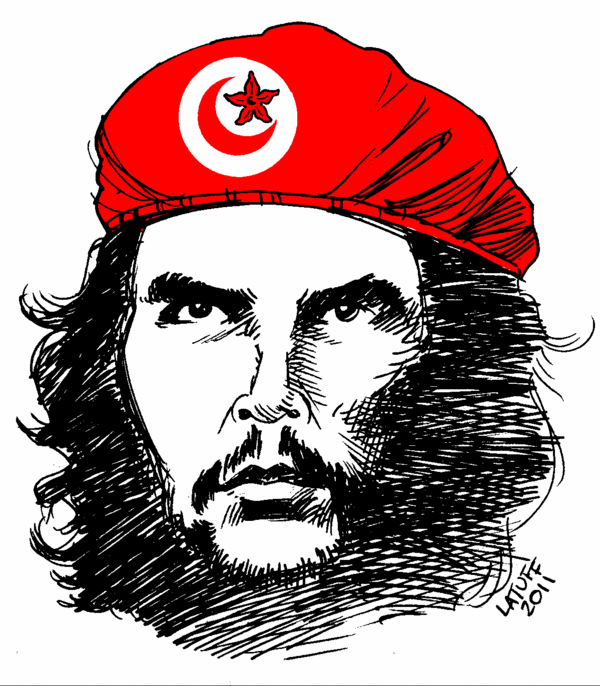
رسمة للرسام كارلوس لطوف يظهر فيها كوبيه غيفارا (القبعة العسكرية) على شكل العلم التونسي، ويعني تضامن هذه الثورة مع ما أراده غيفارا لدول العالم.

وفي سلطنة عمان أجرى السلطان قابوس بن سعيد تعديلا وزاريا، ورفع سقف الأجور، ووفر 50 ألف فرصة عمل جديدة، ومنح كل عاطل قرابة (400) دولار، بعد خروج مظاهرتين مطالبتين بتحسين الأوضاع المعيشية في بلاده وتوفير الوظائف ومحاربة المفسدين وخاصة الوزراء منهم.
وقد تم إخماد نار الثورة بقراراته الحكيمة التي سرعان ما تحولت إلى مسيرات ولاء وعرفان..

### السعودية
واستباقا لقطار الثورة المهدد لأغلب عروش المنطقة، بادر قادة أغلب الدول العربية إلى اتخاذ إجراءات سياسية واجتماعية لتفادي ما هو أسوأ. فقد بادر الملك السعودي عبد الله بن عبد العزيز -فور عودته من رحلة علاجية- للإعلان عن حزمة مساعدات اجتماعية تصل قيمتها إلى مليارات الدولارات.
وكان نحو 2000 مثقف سعودي طالبوا في ثلاث وثائق منفصلة بالإسراع في إقرار إصلاحات واسعة تضمن تطوير نظام الحكم، وتمكن من التحول إلى ملكية دستورية، كما خرجت مظاهرات سلمية واعتصامات عديدة في مناطق مختلفة تطالب بإطلاق سراح سجناء، واعتقلت الأجهزة الأمنية خطيب الجمعة الشيخ توفيق العامر في منطقة الأحساء بعد دعوته إلى التحول إلى ملكية دستورية والمساواة في الحقوق كما اعتقل يوسف الأحمد بعد مطالبته بمحاكمة من تعتقلهم السلطات الأمنية هذا بالإضافة إلى اعتقال العديد ممن طالبوا بالإصلاح وتعديل نظام الحكم.

### المغرب
في المغرب أجبرت الاحتجاجات الشعبية الملك محمد السادس الاستجابة لأبرز طلب للاحتجاجات وهو تعديل الدستور لترسيخ فصل السلطات.

### سوريا
في سوريا انطلقت الاحتجاجات يوم الثلاثاء 15 آذار/مارس عام 2011 م ضد القمع والفساد وكبت الحريات وتلبية لصفحة: الثورة السورية ضد بشار الأسد..  على فيسبوك. في تحد غير مسبوق لحكم بشار الأسد متأثرة بموجة الاحتجاجات العارمة التي اندلعت في الوطن العربي مطلع عام 2011 م وبخاصة الثورة التونسية وثورة 25 يناير المصرية اللتين أطاحتا بالرئيس التونسي زين العابدين بن علي والرئيس المصري حسني مبارك. قاد هذه الثورة الشبان السوريون الذين طالبوا بإجراء إصلاحات سياسية واقتصادية واجتماعية ورفعوا شعار: «حرية... حرية»، لكن قوات الأمن والمخابرات السورية واجهتهم بالرصاص الحي فتحول الشعار إلى «إسقاط النظام».

### دول أخرى
شهدت كل من السودان وموريتانيا والكويت ولبنان وجيبوتي والمالديف مظاهرات متقطعة طالبت بإصلاحات سياسية وبتحسين ظروف المعيشة.

### إحراق الذات
أدى انتحار محمد البوعزيزي إلى وقوع عدد من عمليات الانتحار حرقًا بالنار، في الوطن العربي ولاسيما في الجزائر ومصر والمغرب والسودان وموريتانيا، وعلى الرغم من كون هذه الطريقة في الانتحار ليست من العادات المعروفة في هذه البقعة من العالم، فهي تترجم بحسب عدد من المراقبين إلى درجة اليأس الحادة التي أصابت شرائح واسعة من المجتمعات العربية. وقد أطلق بعض علماء الاجتماع والكتاب الصحفيون اسم «الظاهرة البوعزيزية» على تلك الحوادث المتكررة التي أحرق فيها المحتجون أنفسهم تقليدًا لمحمد البوعزيزي احتجاجًا على البطالة والأوضاع الاقتصادية والاجتماعية والسياسية السيئة.

## دور الإعلام والإنترنت

محرك بحث قوقل يوم 23 أكتوبر 2011، برموز صندوق الإقتراع والعلم التونسي، بمناسبة السعي إلى إنجاز أول إنتخابات ديموقراطية بعد الثورة والإطاحة بنظام بن علي.

يرى باحثون أن الإنترنت و (المدونون تحديدا) كان لهم النصيب الأكبر في إسقاط الحكومة التونسية، حيث ساهم المدونون التونسيون في توفير تغطية مباشرة عن أعمال الشغب وأماكن التظاهرات، وعند إطلاعهم على محتوى تسريبات ويكيليكس اكتشفوا أن الأميركيين يشاركونهم الرأي في فساد رئيسهم وأسرته.
وقد شاهد العالم العربي الثورة التي أطاحت بالرئيس التونسي عبر قناة الجزيرة وقناة العربية اللتين كانتا تغطيان المظاهرات عن كثب. ولم تحظ أحداث تونس باهتمام كبير في وسائل الإعلام خارج منطقة الشرق الأوسط والمنطقة الفرانكوفونية، على عكس ما حظيت به الانتخابات الرئاسية الإيرانية عام 2009. فعندما اندلعت مظاهرات سيدي بوزيد كان تركيز المناطق الناطقة بالإنكليزية ينصب على عطلة عيد الميلاد ورأس السنة الجديدة.
تلعب التكنولوجيا دورًا رئيسيًا في الحركات الثورية الوليدة، حيث تتيح مواقع التواصل الاجتماعي الفرصة للثوار للتواصل وتبادل المعلومات والتعرف على القادة المحتملين، بيد أن حسم تلك الثورات في نهاية المطاف هو نزول الجماهير للشوارع ومخاطرتها بحياتها ضد قوات الأمن. ويبدي بعض الباحثين المتخصصين بالإنترنت وشبكات التواصل الاجتماعي تشككًا في قدرة تلك الأدوات على ذلك، أحدهم هو يفجيني موروزوف مؤلف كتاب «الوهم الخالص»، الذي يرى أن فكرة ترويج الديمقراطية عبر الإنترنت هي مجرد وهم ومحض هراء.

## ردود الفعل الدولية الأولية
- الاتحاد الأوروبي: دعا إلى حل ديمقراطي ودائم، كما دعا إلى الهدوء بعد خروج زين العابدين بن علي.[43]
- جامعة الدول العربية: أكد المتحدث باسم الأمين العام لجامعة الدول العربية أن الجامعة قلقة من الأوضاع في تونس، وإنها تراقبها عن كثب، ودعا جميع الأطراف العمل على التوصل لاجماع وطني يخرج البلاد من أزمتها.[44]
- الأمم المتحدة: أعرب أمين عام الأمم المتحدة بان كي مون عن قلقه إزاء التطورات الجارية في تونس وأسفه للخسائر الحاصلة في الأرواح، ودعا إلى البحث عن تسوية ديمقراطية للأزمة والاحترام الكامل لحرية التعبير والتجمع.[43]
- الولايات المتحدة: أشاد الرئيس الأمريكي باراك أوباما بشجاعة الشعب التونسي، وقال إن الولايات المتحدة تقف إلى جانب المجتمع الدولي للشهادة على هذا النضال الشجاع من أجل الحصول على الحقوق العالمية التي يجب أن نحافظ عليها، وإنه سيذكر على الدوام صور الشعب التونسي الذي يسعى لإسماع صوته.[43]
- فرنسا: رفضت الحكومة الفرنسية قدوم الرئيس بن علي إلى فرنسا وذلك لعدم رغبتها في إثارة استياء الجالية التونسية المقيمة فيها.[43] كما أعلن مكتب الرئيس نيكولا ساركوزي عن إن فرنسا اتخذت الخطوات الضرورية لضمان منع أي تحركات مالية مشبوهة للأصول التونسية في فرنسا إداريًا، وأكد على الاستعداد لتلبية أي طلب للمساعدة على ضمان سير العملية الديمقراطية بطريقة لا تقبل الجدل، كما دعا البيان إلى إجراء انتخابات حرة بأسرع ما يمكن.[45]
- مصر: أعلنت في بيان لوزارة الخارجية إنها تؤكد احترامها لخيارات الشعب في تونس الشقيقة، وإنها تثق في حكمة الأشقاء التونسيين وقدرتهم على تثبيت الوضع وتجنب سقوط تونس في الفوضى.[46] أما على الصعيد الشعبي، فقد تظاهر عشرات النشطاء السياسيين المصريين أمام نقابة الصحفيين بالقاهرة للتعبير عن دعمهم للثورة الشعبية في تونس، رافعين الأعلام المصرية والتونسية.[47]
- السعودية: رحب الديوان الملكي السعودي بقدوم بن علي وأسرته إلى الأراضي السعودية[48]، وأصدر الديوان الملكي بيانا ذكر فيه: "تقدير حكومة المملكة العربية السعودية للظروف الاستثنائية التي يمر بها الشعب التونسي الشقيق وتمنياتها بأن يسود الأمن والاستقرار في هذا الوطن العزيز على الأمتين العربية والإسلامية جمعاء وتأييدها لكل إجراء يعود بالخير للشعب التونسي الشقيق.[48]
- ليبيا: أعلن الزعيم معمر القذافي أن الشعب التونسي تعجل الإطاحة بالرئيس بن علي واصفًا إياه بأنه أفضل شخص يحكم تونس[49]، وقال إنه «لا يوجد أحسن من الزين أبدًا في هذه الفترة، بل أتمناه ليس إلى عام 2014، بل أن يبقى إلى مدى الحياة»، وأن النمو الاقتصادي الحاصل في عهده استثنائي وتاريخي وأنه كان من الممكن محاكمة أي مسؤول متورط في قضايا فساد وإجراء استفتاء على رئاسته أو الانتظار إلى سنة 2014 حيث نهاية فترته الرئاسية والتي كان الرئيس بن علي قد تعهد أن تكون آخر ولاية رئاسية له، كما حذر من انزلاق تونس في دوامة عنف.[50][51]
- الجزائر: اعترف الرئيس عبد العزيز بوتفليقة بالرئيس التونسي المؤقت بعد أيام من توليه السلطة وذلك أثناء مروره بالأجواء التونسية أثناء توجهه لمصر لحضور القمة الاقتصادية العربية الثانية، وقال في رسالة بعثها للمبزع إنه يثق في نجاح العبقرية التونسية من تحقيق رفاهية الشعب التونسي.[52] وسبق ذلك بأيام دعوة وزير الدولة عبد العزيز بلخادم إلى احترام إرادة الشعب التونسي، وقال إنه سيد في أن يختار من يريد ليكون مسؤولًا عنه.[52]
- قطر: أعلنت حسب مصدر مسؤول في وزارة الخارجية إنها تراقب الأحداث الجارية في تونس وتحترم إرادة الشعب التونسي وخياراته، وتؤكد على الالتزام بعلاقتها المتينة مع الشعب التونسي وحرصها على علاقاتها المميزة مع الجمهورية التونسية.[44]
- الكويت: أعلنت على لسان وزير الخارجية الشيخ محمد الصباح إنها تحترم خيارات الشعب التونسي وتمنياتها بأن يعود الأمن والاستقرار إلى ربوع تونس، وأن يعمل أبناء تونس على تجاوز هذه المرحلة الدقيقة بما يحقق لهم الأمن والاستقرار والوصول إلى توافق وطني يحفظ المصالح العليا للوطن وابنائه وينأ بهم عن أجواء الفوضى.[53]
- المملكة المتحدة: أعلنت في بيان صادر عن وزارة الخارجية إن تونس تعيش لحظة تاريخية، وإن الشعب التونسي عبر خلال الأسابيع الماضية عن تطلعاته.[43]
- روسيا: أكدت الخارجية الروسية على لسان الناطق الرسمي باسم الوزارة على أهمية استعادة السلام والاستقرار في تونس بأسلوب الحوار الديموقراطي وفي أطر الدستور، مع التشديد على أن إعادة الأوضاع إلى مجراها الطبيعي في أسرع وقت ممكن هو من مصلحة أبناء الشعب التونسي، وأعرب عن القلق الشديد إزاء التطوارات الأخيرة في تونس.[54]
- الصين: عبر وزير الخارجية عن قلق بلاده من الأوضاع، وأعلن عن الأمل باستقرار الأوضاع في أقرب وقت ممكن، ووصف تونس بأنها صديقة للصين.[55]
- ألمانيا: دعت جميع الأطراف للحوار ولإيجاد حلول سلمية والحد من وقوع مزيد من الضحايا والأضرار[43]، كما نقل عن المستشارة ألمانية أنغيلا ميركل دعوتها إلى تأسيس ديمقراطية في تونس[45] وتقول إن هناك الآن فرصة لبداية جديدة في تونس، وأنه يتعين على تونس أن تتخذ خطوات باتجاه الديمقراطية والحقوق الأساسية مثل حرية الصحافة والتجمع، معربة عن استعداد بلادها للمساعدة في ذلك.[45]
- إيطاليا: دعا وزير الخارجية فرانكو فراتيني مؤسسات الدولة والمجتمع التونسي بضبط النفس والهدوء والحوار للتوصل إلى طريق للخروج من هذه الأوضاع الصعبة.[45]
- إيران: أعلنت في بيان صادر عن وزارة الخارجية إن المهم هو تنفيذ مطلب الأمة التونسية بأفضل شكل ممكن بصفتها دولة يمكنها أن تلعب دورا فعالًا في العالم الإسلامي.[45]
- تركيا: أعربت وزارة الخارجية التركية عن قلقها وأسفها العميقين إزاء الأحداث في تونس، وعن أملها بألا يتصاعد التوتر أكثر، وأن تتم استعادة النظام والهدوء في البلاد.[56]
- سوريا: في البداية كان هنالك تجاهل واضح للاحتجاجات في تونس (خوفا من مصير مشابه) ولكن الحكومة السورية أعربت في النهاية عن رأيها بأهمية عدم تصاعد الأضرار الناتجة عن الأحداث في تونس.

## كتب عن الثورة
- ضحى كثيري (2011). الثورة على لسان جبان (بعربية). تونس العاصمة: نقوش عربية. ISBN:978-9938-801-82-8. {{استشهاد بكتاب}}: تحقق من التاريخ في: |سنة= (help)صيانة الاستشهاد: لغة غير مدعومة (link)
- عبد القادر المعالج (2011). صفحات من وحي الثورة (بعربية). تونس العاصمة: الدار التونسية للكتاب. ISBN:978-9938-839-12-8. {{استشهاد بكتاب}}: تحقق من التاريخ في: |سنة= (help)صيانة الاستشهاد: لغة غير مدعومة (link)
- التهامي الهاني (2011). الثورة في تونس 17 ديسمبر و الدور الوطني للإتحاد العام التونسي للشغل (بعربية). تونس العاصمة: الأطلسية للنشر. ISBN:978-9973-02-766-5. {{استشهاد بكتاب}}: تحقق من التاريخ في: |سنة= (help)صيانة الاستشهاد: لغة غير مدعومة (link)
- نزار شقرون (2011). رواية الثورة التونسية (بعربية). صفاقس: دار محمد علي الحامي للنشر. ISBN:978-9973-33-317-9. {{استشهاد بكتاب}}: تحقق من التاريخ في: |سنة= (help)صيانة الاستشهاد: لغة غير مدعومة (link)
- عبد المجيد الشرفي (2011). الثورة والحداثة والإسلام (بعربية). تونس العاصمة: دار الجنوب للنشر. ISBN:978-9938-01-053-4. {{استشهاد بكتاب}}: تحقق من التاريخ في: |سنة= (help) and الوسيط author-name-list parameters تكرر أكثر من مرة (help)صيانة الاستشهاد: لغة غير مدعومة (link)
- اتحاد الكتاب التونسيين (2011). ديوان الثورة (الجزء الأول) (بعربية). تونس العاصمة: دار المسار للنشر والتوزيع. ISBN:978-9973-02-626-2. {{استشهاد بكتاب}}: تحقق من التاريخ في: |سنة= (help)صيانة الاستشهاد: لغة غير مدعومة (link)
- حسن أحمد جغام (2012). خواطر من وحي الثورة حول قضايا ساخنة (بعربية). تونس العاصمة: دار المعرفة للطباعة والنشر. ISBN:978-9973-60-064-6. {{استشهاد بكتاب}}: تحقق من التاريخ في: |سنة= (help)صيانة الاستشهاد: لغة غير مدعومة (link)
- محمد مصمولي (2012). ها أنت....أيتها الثورة (بعربية). تونس العاصمة: الدار التونسية للكتاب. ISBN:978-9938-839-23-4. {{استشهاد بكتاب}}: تحقق من التاريخ في: |سنة= (help)صيانة الاستشهاد: لغة غير مدعومة (link)

### أشهر الكتب الصادرة حول الثورة التونسية
1. قصة تونس، كتاب لمؤلفه الدكتور راغب السرجاني، كتاب تاريخي لتونس بدءا من تاريخها القديم وانتهاء بثورة يناير، حيث يحلل الدكتور راغب السرجاني ثورة الياسمين واشتياق التونسيين إلى الحرية مع نظرة إلى مستقبل هذا البلد العربي الصغير ذي التاريخ الكبير. يبدا الكتاب بلمحة عن تونس ثم تاريخ الفترات التي مر بها هذا البلد من الحكم الروماني والدولة القرطاجية إلى الفتح الإسلامي ثم تاريخ تونس الحديث فعهد زين العابدين بن علي فثورة الياسمين.
2. ديقاج (ارحل)، وارحل هو أول كتاب يصدر عن الثورة التونسية في باريس، صدر عن دار نشر لايور ويقع في 240 صفحة.
3. رواية الثورة التونسية، كتاب لمؤلفه الباحث نزار شقرون يسجل من خلاله ما عايشه عن قرب خلال الثورة التونسية. يقع الكتاب في أحد عشرا فصلا يجمع شتات ما تناثر من احداث الثورة منطلقا من موقع التواصل الاجتماعي فاسبوك الذي يعد مهد الثورة المباركة التي اعادت للتونسيين كرامتهم.
4. تونس.. ثورة عربية، كتاب صدر باللغة الفرنسية في باريس لمؤلفه الصحفي الفرنسي بيير بيشو.
5. الثورة التونسية رسائل من وإلى، صدر في الأردن الثورة التونسيــــة من وإلى…للكاتبين والباحثين مالك خلف البزيرات القرالة وأحمد عبد الوهاب الختاتنة. كتاب مهدى إلى شهيد الثورة محمد البوعزيز. ويرتكز مضمون كتاب (الثورة التونسية رسائل من وإلى…) على تحليل الثورة التونسية، ويستخلص الكاتبين من الثورة التونسية مجموعة من الرسائل التي يمكن أن تكون عناوين مشتركة في ما بين الثورة التونسية وما يجري في البلاد العربية، نشر في موقع صحيفة الكرك.
6. أنظمة في وجه الاعصار: ثورة تونس نموذجا، كتبه الشيخ أبوجرة سلطاني رئيس حركة مجتمع السلم الجزائرية، من334 صفحة وهو محاولة لفهم ما يجري من تحولات في عالمنا العربي.
7. الثورة التونسية ثورة الهامش على المركز، كتبه الدكتور رضا الزواري أستاذ محاضر في الفلسفة بكلية الآداب والعلوم الإنسانية بصفاقس تونس، من 284 صفحة والكتاب هو عبارة عن عمل نظري ذا بعد سياسي فهو تتبع لما حدث يستند إلى مشاركة الكاتب في بعض هذه ومتابعتها في مختلف وسائل الاعلام
8. 14 جانفي، التحقيق : كتاب استقصائي ألفه الكاتب والناشر التونسي عبد العزيز بلخوجة بمعية الناشط الإعلامي طارق شيخ روحو. الكتاب هو أول عمل توثيقي لما جرى أيام الثورة التونسية خصوصا يوم 14 جانفي 2011 وكيفية رحيل بن علي وفيه استقصاء للدور الحقيقي الذي لعبه السياسيون وأجهزة الأمن وقتها مما سرّع سقوط بن علي كما أنه يكشف حقائق أمنية وتقنية وسياسية هامة وهو صادر عن دار أبولونيا للنشر في مارس 2013.
9. معالم الثورة المضادة في تونس ... الاعلام نموذجا للكاتب التونسي عادل السمعلي صدر في شهر ماي 2013 عن دار المغاربية للنشر في 193 صفحة وهي مقالات متفرقة حاولت تفكيك بنية الثورة المضادة في تونس التي تم تقسيمها إلى أربع محاور رئيسية سياسية وإعلامية واقتصادية ومخابرات أجنبية.